# Месси, Лионель
Лионе́ль Андре́с Ме́сси Куччитти́ни (исп. Lionel Andrés Messi Cuccittini, испанское произношение: [ljoˈnel anˈdɾez ˈmesi] (слушать)о файле; родился 24 июня 1987, Росарио, Аргентина) — аргентинский футболист, нападающий и капитан клуба MLS «Интер Майами», капитан сборной Аргентины. Чемпион мира, двукратный обладатель Кубка Америки, олимпийский чемпион. Восьмикратный обладатель «Золотого мяча» и шестикратный — «Золотой бутсы». Считается одним из лучших футболистов всех времён.
Лучший бомбардир в истории чемпионата Испании, «Барселоны», «Интер Майами» и сборной Аргентины. Воспитанник академии «Барселоны», вместе с этим клубом выиграл десять титулов чемпиона Испании, четыре Лиги чемпионов УЕФА, семь Кубков Испании, восемь Суперкубков Испании, три Суперкубка УЕФА и три чемпионата мира среди клубов. Двукратный чемпион Франции и обладатель Суперкубка Франции в составе «Пари Сен-Жермен».
В возрасте 13 лет вместе с родителями переехал в Испанию, чтобы присоединиться к молодёжной команде «Барселоны», в октябре 2004 года дебютировал за основной состав этого клуба. В течение своих первых лет в «Барселоне» ему удалось стать неотъемлемым игроком стартового состава, а в сезоне 2008/09 Месси вместе с клубом выиграл свой первый «требл» и «Золотой мяч». Он становился обладателем «Золотого мяча» в течение следующих трёх лет и стал первым игроком, получившим эту награду четыре раза подряд. В сезоне 2011/12 Месси установил рекорд по количеству голов, забитых за один сезон в чемпионате Испании, а также во всей Европе. В сезоне 2014/15 он стал лучшим бомбардиром чемпионата Испании за всю историю и во второй раз выиграл «требл» со своим клубом. В 2018 году стал капитаном «Барселоны», а в 2019 году в шестой раз получил «Золотой мяч», установив рекорд по их количеству у одного игрока. В 2021 году контракт аргентинца с «Барселоной» завершился и из-за финансового положения каталонского клуба не был продлён. В связи с этим Месси стал свободным агентом и бесплатно перешёл во французский «Пари Сен-Жермен». В 2022 году побил рекорд немецкого футболиста Лотара Маттеуса по числу матчей на чемпионатах мира.
В составе молодёжной сборной Аргентины Месси стал чемпионом мира 2005 года и в том же году дебютировал за основную сборную Аргентины. В 2007 году на Кубке Америки стал серебряным призёром турнира, а также был признан его лучшим молодым игроком. В составе сборной до 23 лет стал олимпийским чемпионом 2008 года. С 2011 года, уже в качестве капитана сборной, Месси принял участие в трёх финалах крупных турниров подряд: чемпионата мира 2014 года и Кубках Америки 2015 и 2016 годов, однако во всех случаях вместе со своей командой потерпел поражение. В 2016 году объявил о завершении международной карьеры, однако позже вернулся в сборную и принял участие в чемпионате мира 2018 года, а также Кубке Америки 2019, где занял со своей сборной третье место. Затем Месси одержал со своей сборной победу на Кубке Америки 2021, став лучшим бомбардиром, лучшим ассистентом, а также лучшим игроком этого турнира. В 2022 году выиграл Финалиссиму и чемпионат мира.
Считается одним из самых известных спортсменов в мире, с 2006 года является одним из главных рекламных лиц компании Adidas, выпускающей спортивную одежду. С 2008 года является одним из самых высокооплачиваемых футболистов. В 2019 году Forbes признал аргентинца самым высокооплачиваемым спортсменом в мире. Журнал Time включил его в список 100 самых влиятельных людей мира в 2011, 2012 и 2023 годах. В 2020 и 2023 годах Месси был признан лучшим спортсменом года по версии Laureus World Sports Awards, он стал первым футболистом, получившим эту награду. В том же году Forbes назвал Месси вторым в истории футболистом, заработавшим за карьеру более одного миллиарда долларов.

## Ранние годы
Лионель Месси родился 24 июня 1987 года в аргентинском городе Росарио. Отец — Хорхе Орасио Месси, фабричный рабочий на сталелитейном комбинате, мать — Селия Мария Куччиттини, частично занятая уборщица. У него есть два старших брата Родриго и Матиас, а также сестра по имени Мария Соль. Двое его двоюродных братьев — Эмануэль и Максимилиано Бьянкуччи — также являются футболистами. Семья его отца происходит из итальянского города Реканати, откуда его предок, Анджело Месси, эмигрировал в Аргентину в 1883 году. Другие его предки были родом из Каталонии; в частности, его прапрадед Рамон Льобера Перес (родился в 1895 году в Эль-Поале). Брат Рамона, Гонсаль Льобера Перес (родился в 1904 году в Эль-Поале), приходится прапрадедом другому футболисту, Бояну Кркичу. В школе Месси имел среднюю успеваемость, больше всего любил уроки физкультуры и музыки. Став профессиональным футболистом, он покупал для школы мебель, компьютеры и учебники. В школе, в которой обучался Месси, создан его музей.

## Молодёжная карьера

### «Грандоли»
Месси начал заниматься футболом в возрасте пяти лет, в детском клубе «Грандоли» (матчи проходили на мини-футбольном поле), где занимался его старший брат Матиас. Футбольное поле команды находилось далеко от дома Месси, поэтому на первые занятия его отводила бабушка Селия. Она единственная из семьи хотела, чтобы внук стал футболистом. Бабушка умерла, когда Месси было 11 лет, впоследствии большинство своих голов Лионель посвящал ей. Первым тренером Месси стал Сальвадор Апарисио по прозвищу «Дон Апа», также в клубе подрабатывал тренером отец Лионеля Хорхе. С приходом Лионеля «Грандоли» стал чаще побеждать. Месси получал мяч и на высокой скорости обходил соперников, он не отдавал пасы товарищам по команде, предпочитая забивать самостоятельно. Из-за этого тренер Дон Апа сравнивал его с Диего Марадоной. За пределами поля игроки команд-соперников часто угрожали избить Месси, в итоге на игры его стали сопровождать двоюродные братья. В «Грандоли» Месси играл два года, вплоть до семилетнего возраста.

### «Ньюэллс Олд Бойз»
21 марта 1994 года отец Месси на правах законного представителя подписал первый контракт Лионеля с «Ньюэллс Олд Бойз». В январе 1996 года команда мальчиков 1987 года рождения завоевала Кубок Дружбы Перу. Месси вышел на поле после серьёзного пищевого отравления, однако ему удалось забить восемь голов, благодаря чему его команда победила 10:0. В 1999 году команда получила прозвище «непобедимые», когда выиграла 45 матчей (три турнира по 15 игр) подряд. Зачастую соперники играли против Месси грубо, в одном из матчей его сбили с ног, в результате чего он сломал запястье. Всего с 1994 по 2000 год аргентинец забил более 500 голов за клуб. В возрасте 10 лет у Месси был диагностирован дефицит соматотропина (гормона роста). Рост Месси составлял 127 см, а вес — около 30 кг. Обследование растянулось на полгода, в итоге ему назначили регулярные инъекции, которые нужно было вводить в квадрицепс. Лечение было дорогостоящим, сбережения семьи и страховые выплаты покрывали только два года терапии, а нужно было, как минимум, три. На лечение Месси регулярно давал деньги его крёстный Клаудио. Отец Лионеля Хорхе обратился к клубу за займом, однако в итоге за несколько месяцев семья Месси получила от клуба лишь 400 песо. Во время выступлений Месси за «Ньюэллс» им интересовался «Ривер Плейт». На просмотр пригласили Лионеля и его товарища по команде Леандро Хименеса. В спарринговом матче Месси забил девять голов, его игра произвела впечатление на представителей «Ривера». Однако из-за аргентинского экономического кризиса клуб не имел достаточного количества денег, чтобы заплатить за лечение, поскольку это стоило 1000 песо в месяц. Также во время выступлений за «Ньюэллс», осенью 2000 года, Месси дал своё первое интервью в печатном СМИ. Одна из крупнейших газет Росарио La Capital написала о Лионеле на первой полосе статью под названием «Уникальный маленький „Прокажённый“».

### Академия «Барселоны»
Когда Лионелю было 13 лет, на него обратили внимание два футбольных агента из Росарио: Мартин Монтеро и Фабиан Сольдини — они утверждали, что имели связи с руководством «Барселоны» и пообещали отцу Месси организовать просмотр в клубе. 17 сентября 2000 года Месси с отцом прибыли в Каталонию, однако просмотр прошёл лишь 3 октября, так как спортивный директор клуба, Карлес Решак, был на Олимпиаде в Сиднее. На просмотре Месси играл вместе с 15-летними. Решак был сильно впечатлён талантом игрока, из-за чего убедил совет директоров «сине-гранатовых» оплатить лечение, а также переезд семьи Месси в Европу (Месси отказался жить в общежитии, также по правилам ФИФА несовершеннолетнего иностранца должен сопровождать кто-то из родителей). Отец Месси поставил Решаку ультиматум, что «Барселона» должна подтвердить свои намерения о покупке Лионеля. В итоге 14 декабря 2000 года он подписал согласие на заключение контракта с Лионелем на салфетке, сидя в баре. В январе 2001 года «Барселона» пообещала семье Месси ссуду в 120 тысяч евро, чтобы покрыть все необходимые расходы. В середине февраля вся семья Месси переехала в Барселону. 1 марта был подписан финальный контракт, Месси полагалась оплата в 100 млн песет в год, а также ряд дополнительных выплат.

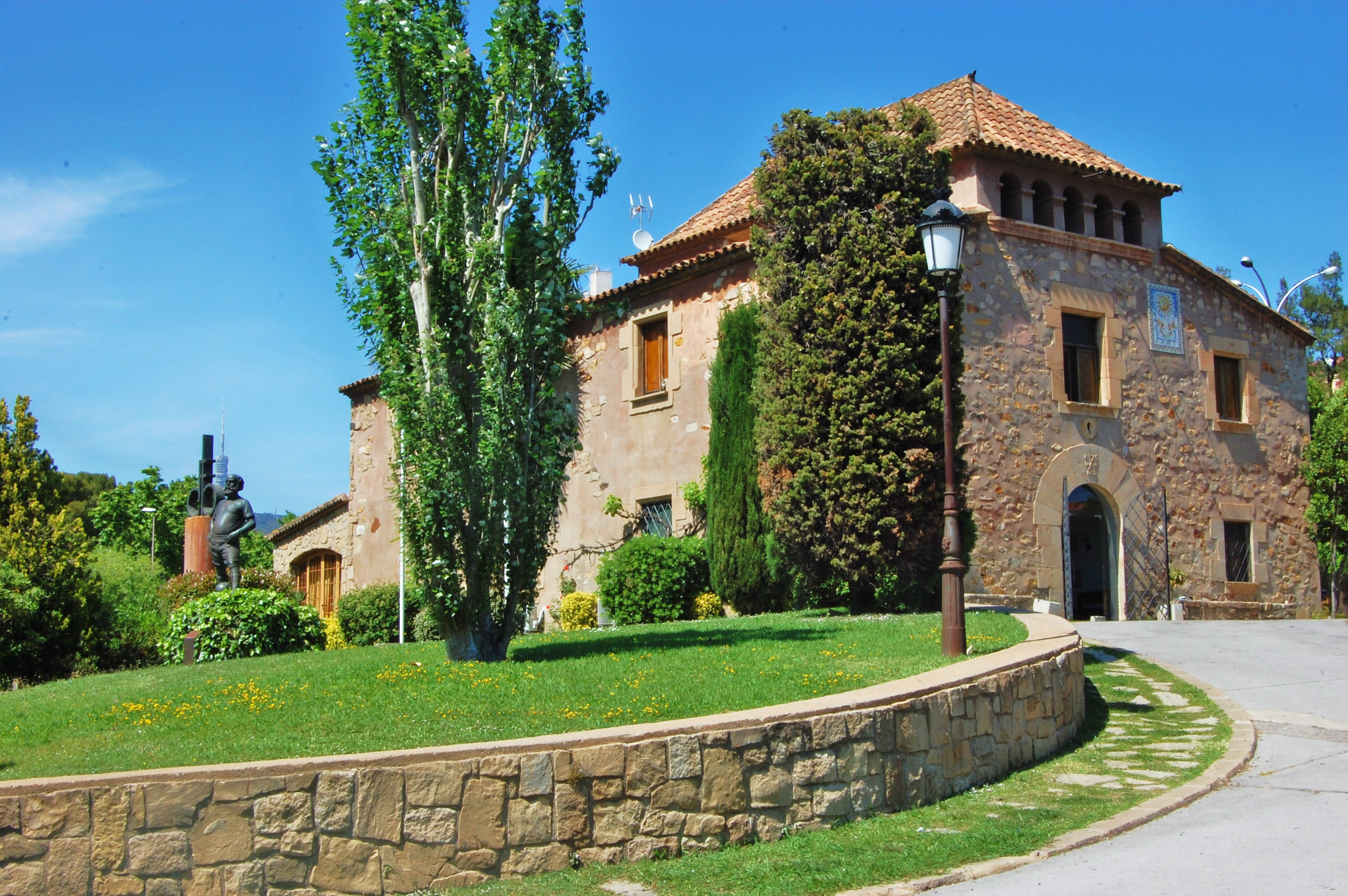
Фасад молодёжной академии «Барселоны», куда Месси попал в возрасте 13 лет

В возрасте 13 лет Лионель оказался в молодёжной команде «Барселоны», его первым тренером в клубе стал Родольфо Боррель, с которым у Месси сложились хорошие отношения. Однако он испытывал проблемы с адаптацией в Барселоне: люди говорили преимущественно на каталанском, к латиноамериканцам относились неуважительно. Также после поездки домой в Росарио все, кроме отца Месси, выразили желание остаться на родине. Дополнительной сложностью стало то, что Месси не мог участвовать в национальных соревнованиях без разрешения Футбольной ассоциации Аргентины, обеспечить это должен был «Ньюэллс», но клуб хотел получить финансовую выгоду. Тренер Альберт Бенайжес нашёл лазейку: Лионелю нужно было сыграть два матча в региональной федерации, что и было сделано. Однако во второй игре против «Тортоса» Лионель получил перелом левой малой берцовой кости. Не успев восстановиться после травмы, он вдобавок растянул связки голеностопного сустава на той же ноге, когда спускался по лестнице. В это же время в клуб пришёл новый генеральный директор Хавьер Фаргуэль, который планировал уменьшить затраты «Барселоны». Он хотел сократить гонорар Месси в пять раз — до 20 млн песет. Отец Месси был решительно против и даже пригрозил организовать переход в «Реал Мадрид», уже связавшись со спортивным директором столичного клуба Хорхе Вальдано. В итоге 5 декабря 2001 года Месси подписал новый контракт, который оказался даже несколько выгоднее первого. Также в 14 лет подошёл к концу курс лечения Месси.
15 февраля 2002 года с согласия ФИФА Месси наконец был зарегистрирован в Королевской испанской футбольной федерации, таким образом были сняты все ограничения на его участие в матчах. 17 февраля в своём первом же матче против клуба «Эсплугес-де-Льобрегат» он сделал хет-трик (итоговый счёт 14:1). Месси быстро нашёл свою игру и стал часто появляться в стартовом составе молодёжной команды, в среднем забивая мяч за игру, всего за сезон забил 36 голов в 30 матчах. В решающем матче лиги «Барселона» с минимальным счётом обыграла «Эспаньол», в этом матче Месси столкнулся с защитником соперника и получил перелом правой скуловой кости. Через несколько дней «сине-гранатовым» предстояла повторная игра с «Эспаньолом» за молодёжный Кубок Каталонии. Месси вышел на поле в пластиковой защитной маске и оформил дубль, чем помог своей команде одержать победу 4:1. В молодёжном составе «Барселоны» Месси познакомился с Жераром Пике и Сеском Фабрегасом. По окончании сезона всеми тремя заинтересовался лондонский «Арсенал». Клуб предложил Месси более выгодный контракт, но Лионель и его отец отказались, Пике же перешёл в «Манчестер Юнайтед», в итоге из всех троих в «Арсенал» отправился только Фабрегас. В команде «Барселоны» до 16 лет Месси тренировал Анхель Гильермо Ойос, который разработал для Лионеля систему силовых тренировок для набора мышечной массы, а также сделал капитаном команды. Вместе с командой Ойоса Месси принял участие в юношеском турнире в Японии под эгидой компании Toyota, он был признан лучшим игроком турнира.

## Клубная карьера

### «Барселона»

#### Фарм-клубы и первые матчи в основной команде (2003—2005)
После турнира в Японии на Месси обратил внимание тренер «Барселоны C» Перэ Граткос, он обратился с просьбой к директору футбольной академии перевести Месси в его команду. Вскоре Лионеля перевели и в «Барселону B». Месси параллельно выступал за оба фарм-клуба, но в сезоне 2003/04 больше играл за «Барселону C», которой помог избежать понижения в классе. 16 ноября 2003 года Месси дебютировал за основную команду «Барселоны» в товарищеской игре против «Порту». Главный тренер команды Франк Райкард выпустил Лионеля на замену ближе к концу игры. У Месси было два голевых момента, однако его команда проиграла со счётом 0:2. Дебют Лионеля Месси в официальном матче состоялся 16 октября 2004 года, он вышел за восемь минут до конца матча против «Эспаньола». «Барселона» одержала победу в «каталонском дерби» со счётом 1:0. 7 декабря 2004 года Месси дебютировал в Лиге чемпионов, это произошло в матче против донецкого «Шахтёра», который завершился победой украинской команды со счётом 2:0. Первый мяч за «сине-гранатовых» аргентинец забил 1 мая 2005 года в ворота «Альбасете». Месси вышел на поле в самом конце матча и забил гол после паса Роналдиньо. Таким образом Лионель стал самым молодым игроком в истории каталонского клуба, отличившимся в матче чемпионата Испании. На тот момент ему было всего лишь 17 лет 10 месяцев и 7 дней.
Казалось, будто он всю жизнь играл с нами. В первый раз, когда мяч попал к нему, он создал голевой момент. Во второй раз чуть не забил. Если вам 15 или 16 лет в такой игре на заполненном людьми стадионе, и вы делаете всё это, то это означает лишь то, что вы — особенный.
В том сезоне Месси построил хорошие отношения с тренером Франком Райкардом, а также завязал дружеские отношения с Роналдиньо. Бразилец даже заявил, что Месси превзойдёт его по мастерству. В том сезоне «Барселона» выиграла чемпионат впервые за шесть лет.

#### Путь в основной состав (2005—2008)
Перед началом сезона 2005/06 Месси вместе с «Барселоной» участвовал в Кубке Жоана Гампера. В матче против «Ювентуса» его игру заметил Фабио Капелло; он предложил Франку Райкарду взять Месси в аренду на сезон, но голландец отказался. В начале сезона Месси столкнулся с бюрократическими проблемами. Правила Федерации футбола Испании разрешали клубам иметь в составе не более трёх иностранцев не из Евросоюза, а на тот момент у Лионеля ещё не было испанского подданства. УЕФА признала натурализацию Месси и разрешила ему участвовать в еврокубках, однако вопрос участия во внутреннем первенстве оставался открытым. Руководство клуба рассматривало возможность сдачи Месси в аренду. К нему проявляли интерес «Реал Сарагоса», «Эспаньол» и миланский «Интернационале». Последние предлагали футболисту более выгодные условия и готовы были заплатить 150 млн евро, чтобы выкупить Месси. 20 сентября 2005 года Профессиональная футбольная лига Испании всё-таки пересмотрела свою позицию, что давало Лионелю возможность играть за клуб во всех турнирах. 26 сентября Месси получил испанское подданство, сохранив при этом гражданство Аргентины. Интерес со стороны других клубов побудил «Барселону» заключить новый контракт с Месси до 2014 года, который также включал бонус на покупку дома, прежней осталась только сумма отступных (150 млн евро).

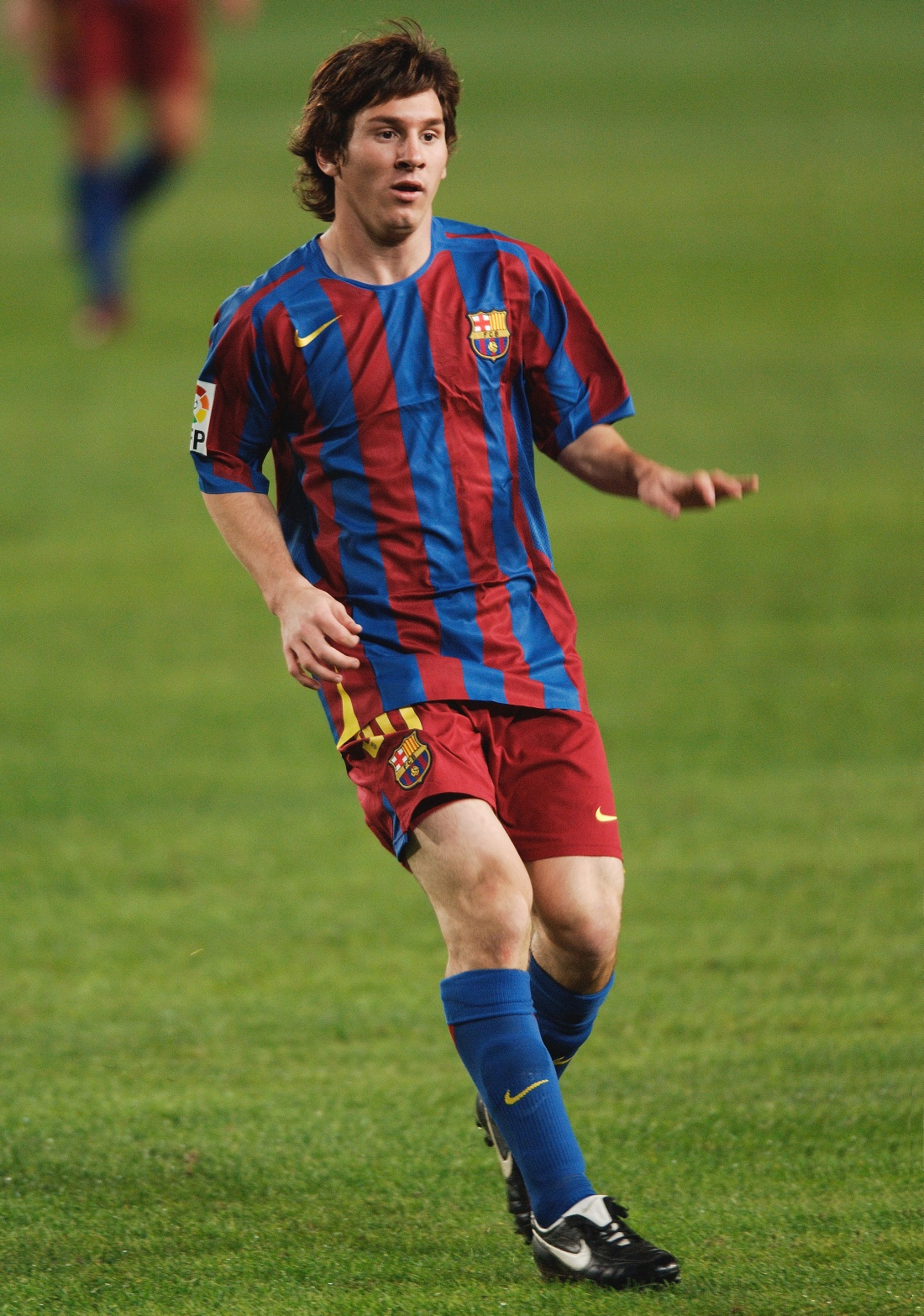
Месси в матче против «Малаги» в октябре 2005 года

2 ноября 2005 года он забил свой первый мяч в Лиге чемпионов в матче против «Панатинаикоса», благодаря чему «Барселона» выиграла со счётом 5:0. 22 февраля 2006 года в выездном матче против «Челси» Месси сбил с ног Асьер дель Орно, арбитр удалил защитника. После матча тренер «Челси» Жозе Моуринью раскритиковал Месси за то, что он «устроил представление на поле». 7 марта в ответном матче Лионель столкнулся с Вильямом Галласом и получил разрыв в нижней части двуглавой мышцы. Позже на одной из тренировок у Месси случился повторный разрыв, в итоге он не смог принять участие в финальном матче Лиги чемпионов, где «сине-гранатовые» обыграли «Арсенал» со счётом 2:1. Месси был сильно расстроен, из-за чего не вышел на церемонию награждения. В декабре итальянская газета Tuttosport наградила Лионеля премией Golden Boy как лучшего среди игроков моложе 21 года. Также в том сезоне Месси в составе своей команды выиграл чемпионат Испании. При Райкарде Месси играл в основном на левом фланге атаки.
В сезоне 2006/07 Месси испытывал проблемы из-за травм. 12 ноября 2006 года в матче с «Реал Сарагосой» полузащитники Сапатер и Селадес грубо сыграли против Лионеля, из-за чего он сломал плюсневую кость и выбыл на два с половиной месяца. 11 марта 2007 года в «Эль-Класико» против «Реала» Месси сделал хет-трик, матч закончился вничью 3:3. Это был первый хет-трик аргентинца на профессиональном уровне. 18 апреля в полуфинале Кубка Испании против «Хетафе» Месси получил мяч от Хави в центре поля, обошёл на скорости пятерых соперников и забил гол нерабочей правой. Этот гол журналисты сравнили с «голом столетия» от Диего Марадоны. Благодаря своим успехам, Месси был впервые номинирован на «Золотой мяч» и занял третье место, уступив только Кака и Криштиану Роналду. Также он был номинирован на награду «Игрок года ФИФА», однако по итогам голосования занял второе место, после того же Кака. Для клуба сезон 2006/07 был менее успешным: «Барселона» заняла второе место в чемпионате, не вышла в финал Кубка Испании, а в Лиге чемпионов не смогла дойти даже до четвертьфинала.

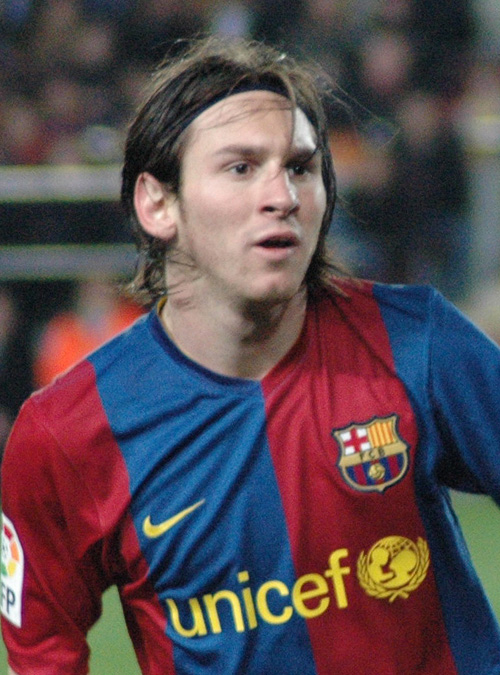
Лионель Месси в конце марта 2007 года

Сезон 2007/08 для Месси был также омрачён травмами. 14 сентября 2007 года он получил контрактуру правого бедренного бицепса в игре за сборную Аргентины против Австралии. 15 декабря в матче против «Валенсии» Лионель получил разрыв левого бедренного бицепса. 20 февраля 2008 года после возвращения в игре Лиги чемпионов против «Селтика» Месси сделал дубль, чем помог своей команде победить 3:2. Однако 4 марта в ответном матче у Месси случился рецидив травмы бедренного бицепса. Руководство «Барселоны» созвало специальную комиссию, чтобы выяснить причину частых травм футболиста. Причиной была названа особенность строения мышц Месси, однако врач сборной Аргентины в качестве причины назвал чрезмерные нагрузки на организм Лионеля. Несмотря на травмы, Месси был снова номинирован на «Золотой мяч» и награду «Игрок года ФИФА», но в обоих рейтингах занял второе место, уступив Криштиану Роналду. В целом сезон 2007/08 для Месси и «Барселоны» сложился не очень удачно. «Барса» заняла третье место в чемпионате Испании, а в Лиге чемпионов и Кубке Испании выбыла на стадии полуфинала. После этого сезона с поста главного тренера ушёл Франк Райкард.

#### Первый «требл» и «Золотой мяч» (2008—2010)
Перед началом сезона 2008/09 Лионель Месси сменил свой старый номер 19 на новый — 10, который достался ему от бразильца Роналдиньо, перешедшего в итальянский «Милан». Также в команде сменился тренер: на место Райкарда пришёл Пеп Гвардиола. 1 октября 2008 года в матче группового этапа Лиги чемпионов против донецкого «Шахтёра» Месси на последних минутах сделал дубль и принёс команде победу 2:1. В четвертьфинальном матче Лиги чемпионов против «Баварии» Месси сделал дубль и отдал два голевых паса (4:0). 2 мая 2009 года в матче против «Реала» Лионель сделал дубль, а его команда победила со счётом 6:2. Месси забил решающий мяч в финале Кубка Испании, в котором «сине-гранатовые» обыграли баскский «Атлетик Бильбао» со счётом 4:1. 27 мая 2009 года в Риме состоялся финальный матч Лиги чемпионов с участием «Барселоны» и английского «Манчестер Юнайтед». В этом матче Гвардиола использовал тактику «ложной девятки»: он переместил Месси с правого фланга в полузащиту, ему нужно было создавать свободные зоны на флангах и принимать активное участие в атаках. Матч закончился со счётом 2:0 в пользу клуба из Каталонии, Лионель забил второй гол ударом головой и был признан лучшим игроком финала. Также он забил свой девятый мяч в этом розыгрыше Лиги чемпионов, став лучшим бомбардиром турнира. По окончании сезона Месси выиграл с «Барселоной» три турнира: чемпионат Испании, Кубок Испании и Лигу чемпионов УЕФА. В чемпионате Испании Месси забил 23 мяча и отдал 12 голевых передач в 31 встрече, всего за сезон он забил 47 голов.

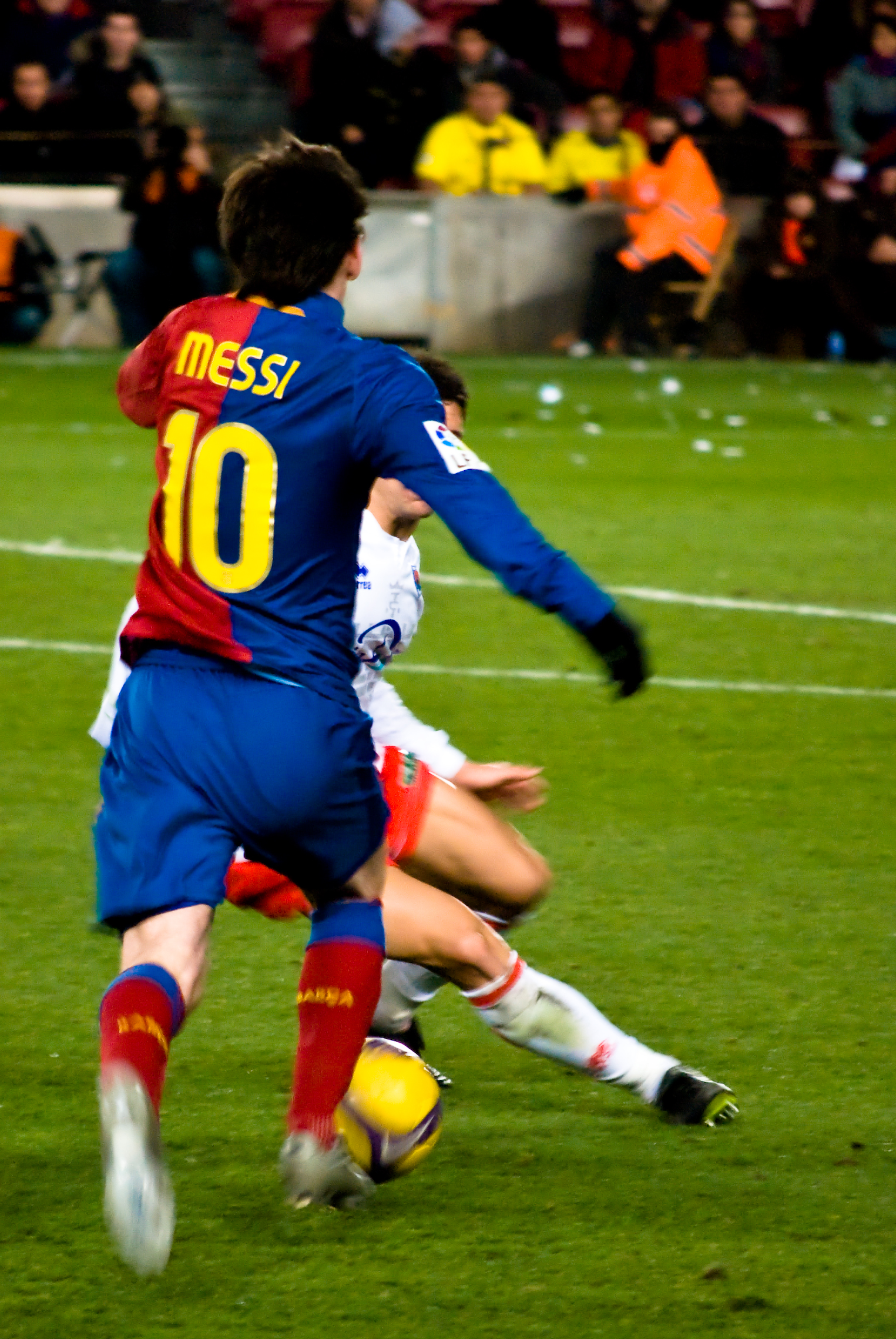
Месси в матче против «Нумансии», 24 января 2009 года

В начале сезона 2009/10 «Барселона» подписала с Месси новый контракт. Соглашение с 22-летним аргентинским футболистом было продлено до 2016 года, а сумма отступных составила 250 млн евро. Впоследствии «Барселона» выиграла Суперкубок УЕФА и Суперкубок Испании. В матче за Суперкубок Испании «сине-гранатовые» обыграли «Атлетик» (2:1 в гостях и 3:0 дома), в домашней встрече Месси сделал дубль. Несколькими днями позже «Барса» в матче за Суперкубок УЕФА обыграла донецкий «Шахтёр» со счётом 1:0. 1 декабря Лионель Месси впервые в карьере получил «Золотой мяч». Набрав 473 очка из 480 возможных, Месси стал первым аргентинцем, который удостоился этой награды. 21 декабря он получил звание лучшего игрока 2009 года по версии ФИФА. На Клубном чемпионате мира в 2009 году Месси внёс свой вклад в успех «Барселоны». В полуфинальном матче с мексиканским «Атланте» он забил победный гол. В финальной встрече против аргентинского «Эстудиантеса» Месси аналогично забил победный мяч в дополнительном времени. 16 января в матче против «Севильи» Месси забил свой 100-й гол в составе «Барселоны». 6 апреля в ответном четвертьфинальном матче Лиги чемпионов против «Арсенала» Месси впервые сделал «покер», забив четыре мяча и став лучшим бомбардиром розыгрыша турнира. Однако «Барселона» выбыла в следующей стадии турнира, уступив миланскому «Интеру». По итогам сезона 2009/10 Месси получил первую в своей карьере «Золотую бутсу».

#### Продолжение успехов (2010—2012)
Первым трофеем для Месси в сезоне 2010/11 стал Суперкубок Испании, который «Барселона» завоевала в противостоянии с «Севильей». В первом матче «сине-гранатовые» на чужом поле проиграли команде из Андалусии 1:3, однако в ответной встрече аргентинец забил три мяча и тем самым помог «Барселоне» победить 4:0 и выиграть этот трофей в девятый раз в своей истории. В первом туре группового этапа Лиги чемпионов Месси сделал дубль и помог клубу обыграть греческий «Панатинаикос» со счётом 5:1. 21 ноября в матче против «Альмерии» Месси забил три мяча, один из которых стал его сотым мячом в чемпионатах Испании, а матч завершился победой «Барселоны» со счётом 8:0. 10 января 2011 года Месси получил очередной «Золотой мяч», который впервые совместно вручали France Football и ФИФА. Месси опередил своих партнёров по «Барселоне» Андреса Иньесту и Хави, которые заняли вторую и третью строчку соответственно. 27 апреля в полуфинале Лиги чемпионов 2010/11 Месси забил два мяча в ворота мадридского «Реала». «Барселона» победила 2:0 и после ответного матча (1:1) вышла в финал. В финале Лиги чемпионов «сине-гранатовые» обыграли «Манчестер Юнайтед» со счётом 3:1, а Месси забил второй мяч своей команды. Лионель был признан лучшим игроком финала. Также он вновь стал лучшим бомбардиром Лиги чемпионов, забив в этом розыгрыше 12 голов. Впоследствии Месси в третий раз подряд получил Приз Ди Стефано, как лучший футболист чемпионата.
Сезон 2011/12 начался для аргентинца с очередного трофея — Суперкубка Испании. «Барселоне» противостоял принципиальный соперник — «Реал». Встреча в Мадриде завершилась вничью — 2:2, однако в ответной игре сильнее были «сине-гранатовые», одержавшие победу со счётом 3:2. В этом матче аргентинец отличился дублем. Благодаря этим мячам Месси побил рекорд испанца Рауля по количеству голов в Суперкубке. У Месси стало восемь мячей, в то время как у испанца их было семь. 25 августа, в ходе церемонии жеребьёвки группового турнира Лиги чемпионов, Месси был вручён первый Приз лучшему футболисту года в Европе. 26 августа «Барселона» стала обладателем Суперкубка УЕФА, одолев со счётом 2:0 португальский «Порту». Месси забил после ошибки Гуарина и выхода один на один с Элтоном. В конце второго тайма аргентинец отдал голевую передачу на Фабрегаса. 1 ноября Месси забил три мяча в матче Лиги чемпионов с клубом «Виктория Пльзень». Первый его мяч стал 200-м в составе «Барселоны». 18 декабря Лионель сделал дубль в финальном матче Клубного чемпионата мира против «Сантоса» (4:0), а также был признан лучшим игроком турнира.

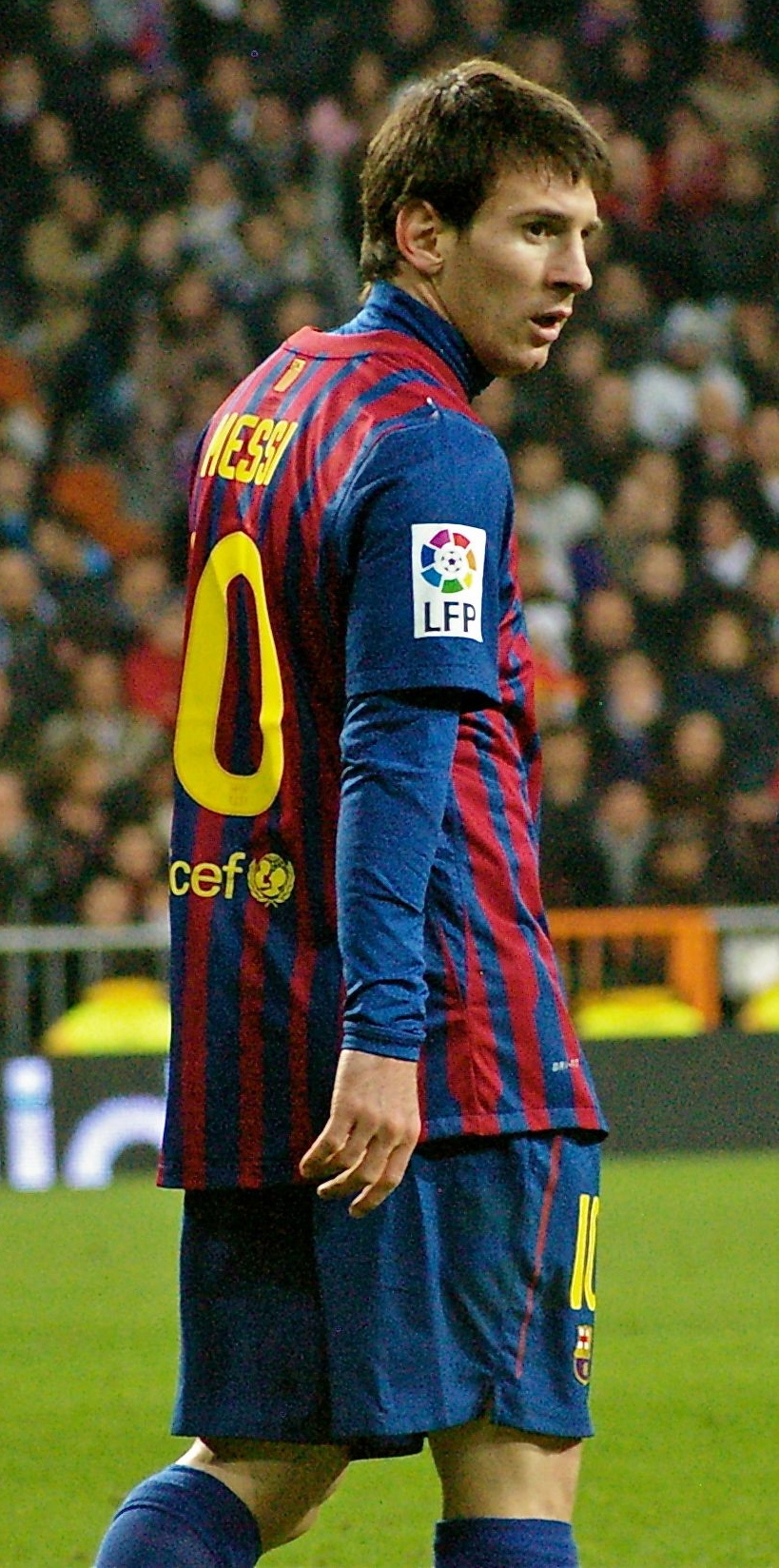
Месси в матче против мадридского «Реала», 18 января 2012 года

Месси повторил рекорд результативности своего одноклубника Педро, забивавшего мячи в шести турнирах по ходу сезона: Примера, Кубок Испании, Суперкубок Испании, Лига чемпионов, Суперкубок УЕФА, Клубный чемпионат мира. По итогам голосования среди спортивных журналистов и болельщиков Аргентины, Лионель Месси впервые за свою карьеру был удостоен премии «Лучший спортсмен Аргентины». 9 января Лионель в третий раз подряд получил «Золотой мяч», опередив Криштиану Роналду и Хави. До него три раза подряд этой награды удостаивался лишь француз Мишель Платини. 19 февраля Месси в матче с «Валенсией» сделал покер. Это был второй покер Лионеля за «Барселону». 8 марта в матче плей-офф Лиги чемпионов с «Байером», окончившемся со счётом 7:1 в пользу «Барселоны», Лионель забил пента-трик, он стал первым игроком, забившим пять голов в одной игре Лиги чемпионов (без учёта Кубка европейских чемпионов). 20 марта 2012 года в матче испанской Примеры против «Гранады» аргентинец забил три мяча, установив таким образом рекорд результативности во всех официальных матчах за «Барселону» — 234 гола. Прежний рекорд принадлежал Сесару Родригесу (232 гола). 5 мая в последней домашней игре чемпионата против «Эспаньола» Лионель вновь забил четыре гола. Из Лиги чемпионов «сине-гранатовые» выбыли в полуфинале, уступив «Челси». По итогам чемпионата Месси был награждён «Золотой бутсой», ему удалось забить 50 голов. 25 мая в финальном матче Кубка Испании аргентинец забил один из трёх мячей в ворота «Атлетика». В итоге «Барселона» победила 3:0 и завоевала четвёртый трофей за сезон.

#### Звание лучшего бомбардира в истории «Барселоны» (2012—2014)
«Барселона» начала сезон 2012/13 под руководством нового тренера — Тито Вилановы, сменившего Пепа Гвардиолу. 23 августа в первом матче за Суперкубок Испании Месси забил один из трёх мячей в ворота «Реала», реализовав пенальти. Встреча завершилась победой «Барселоны» со счётом 3:2. В ответном матче на «Сантьяго Бернабеу» «сине-гранатовые» уступили со счётом 2:1 и Суперкубок по правилу выездного гола выиграл «Реал Мадрид», в этой встрече Лионель забил единственный мяч в ворота «сливочных» ударом со штрафного. 20 ноября, в пятом раунде Лиги чемпионов, Лионель отметился дублем в ворота московского «Спартака», принёсшим «Барселоне» победу (3:2), благодаря чему сравнялся с Руудом ван Нистелроем по количеству голов в Лиге чемпионов — по 56. Впереди по этому показателю — только Рауль (71). Также после этого дубля он стал лидером Лиги чемпионов по количеству матчей, в которых он отметился дублем, побив рекорд Рауля (14). 27 октября Месси забил в ворота «Райо Вальекано» 300-й мяч в карьере. 10 декабря матче против «Бетиса» Месси забил свои 85-й и 86-й мячи в году, побив рекорд Герда Мюллера. Также он побил рекорд Сесара Родригеса, бывшего лучшим бомбардиром в истории «сине-гранатовых» в чемпионате Испании со 190 голами.
Когда дела идут не очень хорошо, вы должны использовать его. Даже если он прихрамывает, его присутствия на поле достаточно, чтобы улучшить нашу игру.
7 января Месси в очередной раз получил награду «Золотой мяч». Для него эта награда стала уже четвёртой, он стал первым в истории четырёхкратным обладателем «Золотого мяча», причём все четыре он выиграл подряд. 27 января в матче чемпионата Испании Месси забил четыре мяча в ворота «Осасуны», а «Барселона» добилась победы со счётом 5:1. После этих голов Лионель установил рекорд чемпионата, забив в 11 матчах подряд. 7 февраля Месси продлил контракт с «Барселоной» до июня 2018 года. В контракте сохранилась сумма отступных, составляющая 250 млн евро. 16 февраля Лионель, забив два мяча в ворота «Гранады», довёл до 300 количество мячей в футболке «Барселоны». 2 марта в матче против «Реала» он сравнялся с Альфредо Ди Стефано по количеству мячей, забитых в «Эль-Класико» (по 18 голов). Гол в матче испанской лиги против «Атлетика» из Бильбао позволил ему установить новый рекорд — забить в 15 гостевых матчаx в сезоне. Высокая результативность позволила Лионелю второй раз подряд получить «Золотую бутсу» с результатом в 46 голов. Несмотря на отсутствие Вилановы из-за проблем со здоровьем, «Барселона» выиграла чемпионат.
Сезон 2013/14 Месси начал довольно успешно. В матче чемпионата Испании против «Валенсии» форвард сделал хет-трик. В матче Лиги чемпионов с «Аяксом» он сделал ещё один хет-трик за «Барселону». Однако в гостевом матче чемпионата против «Альмерии» Месси вновь получил травму: через несколько секунд после открытия счёта нападающий почувствовал боль в колене и попросил о замене. Он пропустил три недели из-за травмы подколенного сухожилия. После матча в Лиге чемпионов против «Милана», в котором аргентинец сделал дубль, в выездном матче против «Бетиса» он опять получил травму — надрыв мышцы, в результате чего пропустил два месяца. В декабре 2013 года Месси уступил первое место в голосовании за лучшего игрока мира по версии журнала World Soccer Криштиану Роналду.

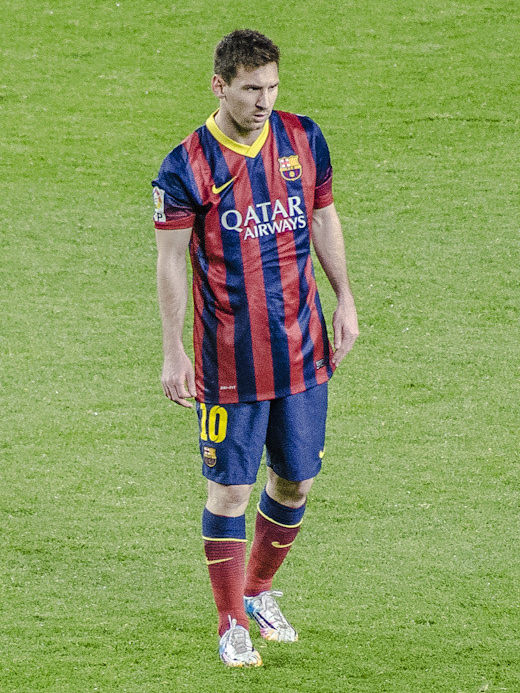
Лионель Месси перед матчем с «Альмерией» в марте 2014 года

9 января 2014 года Месси впервые сыграл после полученной травмы, это произошло в первом матче 1/8 финала Кубка Испании против «Хетафе» — он появился на поле во втором тайме и забил два мяча. 13 января аргентинец занял второе место в голосовании за «Золотой мяч». 16 марта Месси в матче чемпионата Испании против «Осасуны» сделал хет-трик, доведя счёт своих голов за «Барселону» до 371, что позволило ему побить рекорд Паулино Алькантары и стать лучшим бомбардиром в истории клуба во всех турнирах. 23 марта на стадионе «Сантьяго Бернабеу» Месси сделал хет-трик, чем помог «Барселоне» победить в «Эль-Класико» со счётом 4:3. В этом матче аргентинец добился новых достижений: стал лучшим бомбардиром в истории «класико» (21 гол) и лучшим иностранным бомбардиром за всю историю чемпионата Испании (236 голов). Клубный сезон Месси завершил с одним трофеем — в противостоянии с мадридским «Атлетико» по правилу выездного гола был завоёван Суперкубок Испании, в том матче Месси не реализовал пенальти. В Кубке Испании «Барселона» уступила «Реалу», в чемпионате — «Атлетико».

#### Второй «требл», командные и личные успехи (2014—2016)
Перед началом сезона 2014/15 команду возглавил её бывший игрок и капитан Луис Энрике. 27 сентября в матче против «Гранады» (6:0) Месси забил два мяча. Первый гол стал для него 400-м в карьере в официальных матчах. 22 ноября, сделав хет-трик в матче против «Севильи», аргентинец забил свой 253-й мяч, тем самым побив рекорд Тельмо Сарры (251 гол) по результативности в чемпионате Испании. 7 декабря в матче 14-го тура против «Эспаньола» (5:1) Месси опять забил трижды и установил ещё два рекорда результативности: с 12 голами стал лучшим бомбардиром в истории «каталонского дерби» и преодолел планку в 400 забитых мячей за «Барселону» с учётом товарищеских игр. 12 января 2015 года Месси вновь занял второе место в голосовании за «Золотой мяч». Он установил очередной рекорд, став единственным игроком, который попадал в финальную тройку претендентов на награду восемь раз подряд (2007—2014). 24 января, благодаря дублю в матче против «Эльче», Месси смог побить рекорд форварда «Реала» Ференца Пушкаша — он стал первым игроком в истории чемпионата Испании, который забивал 20 и более мячей в семи сезонах подряд. В матче с «Райо Вальекано» в начале марта аргентинец сделал свой 32-й хет-трик в карьере и 24-й — в чемпионате Испании, обойдя Криштиану Роналду по количеству хет-триков в испанском первенстве и Тельмо Сарру по количеству хет-триков в карьере. Также Месси забил 40 и более голов в шести сезонах подряд, что тоже стало рекордом. 18 апреля в матче чемпионата Испании против «Валенсии» на «Камп Ноу» Месси забил свой 400-й гол за «Барселону» в официальных играх.

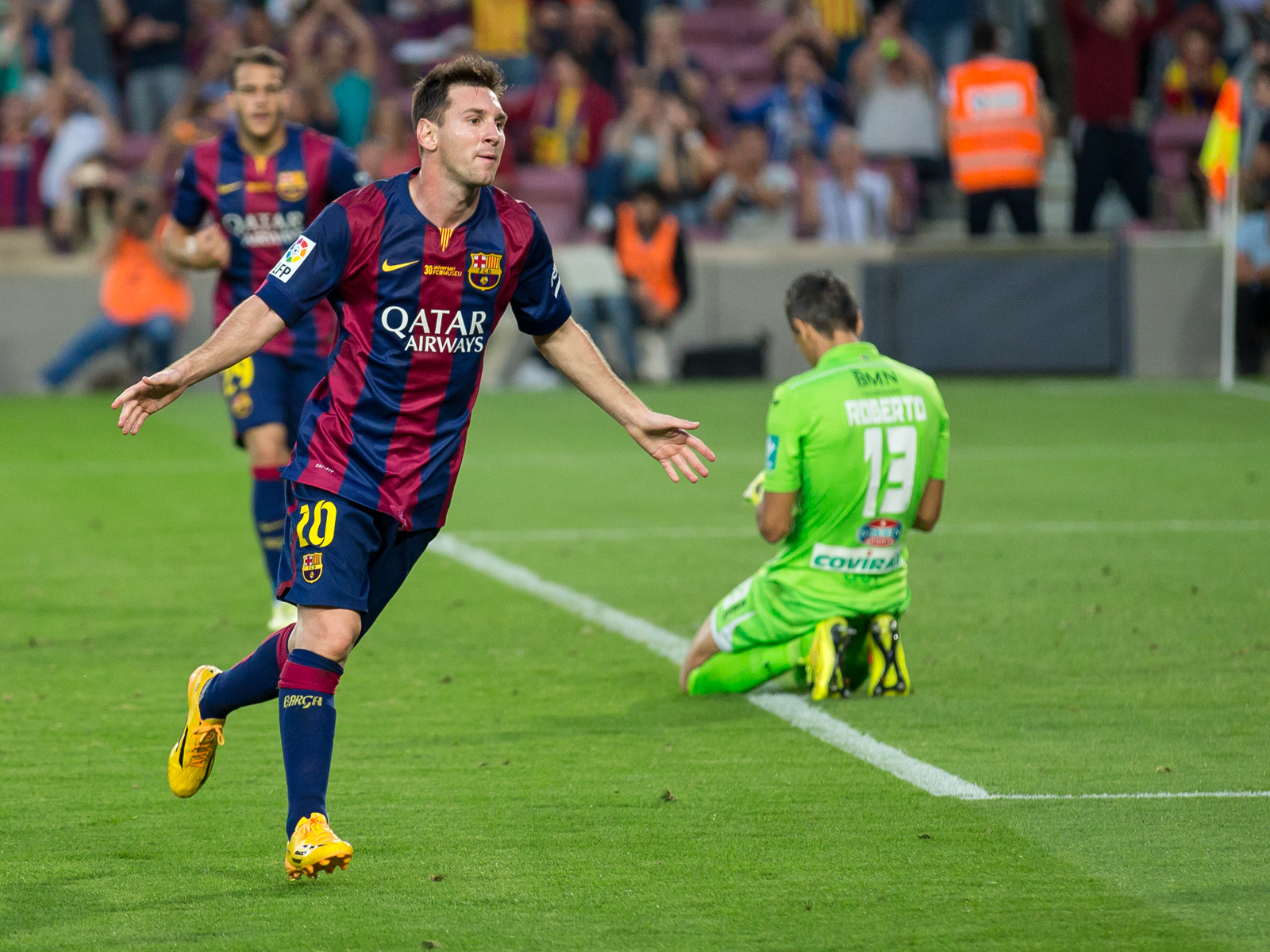
Месси празднует забитый мяч, сентябрь 2014 года

В начале 2015 года СМИ прогнозировали «Барселоне» разочаровывающее завершение сезона, возобновились слухи о том, что Месси в скором времени покинет клуб. Переломный момент наступил 11 января, в победном матче против «Атлетико Мадрид» (3:1). Вся атакующая тройка «сине-гранатовых» в виде Месси, Луиса Суареса и Неймара, прозванная «MSN», забила по одному голу в этом матче, что ознаменовало начало успешного периода. После нескольких лет игры в центре поля Месси вернулся на свою старую позицию на правом фланге, в то время как Суарес стал играть на острие атаки. С этого момента Месси восстановил свою высокую результативность, в то время как Суарес и Неймар положили конец зависимости атаки команды от одного игрока. В общей сложности они забили 122 гола во всех соревнованиях в том сезоне, что стало новым рекордом в испанском футболе. 17 мая Месси забил единственный и победный гол в ворота мадридского «Атлетико» на стадионе «Висенте Кальдерон», который принёс «Барселоне» 23-й чемпионский титул. 30 мая аргентинец забил два мяча в ворота «Атлетика» в финале Кубка Испании, что позволило «сине-гранатовым» выиграть и этот трофей. 6 июня Месси выиграл свою четвёртую Лигу чемпионов; в финале, который проходил в Берлине на Олимпийском стадионе, «Барселона» переиграла туринский «Ювентус» — 3:1 и стала пятикратным победителем турнира. Также Месси во второй раз в карьере получил Приз лучшему футболисту года в Европе.

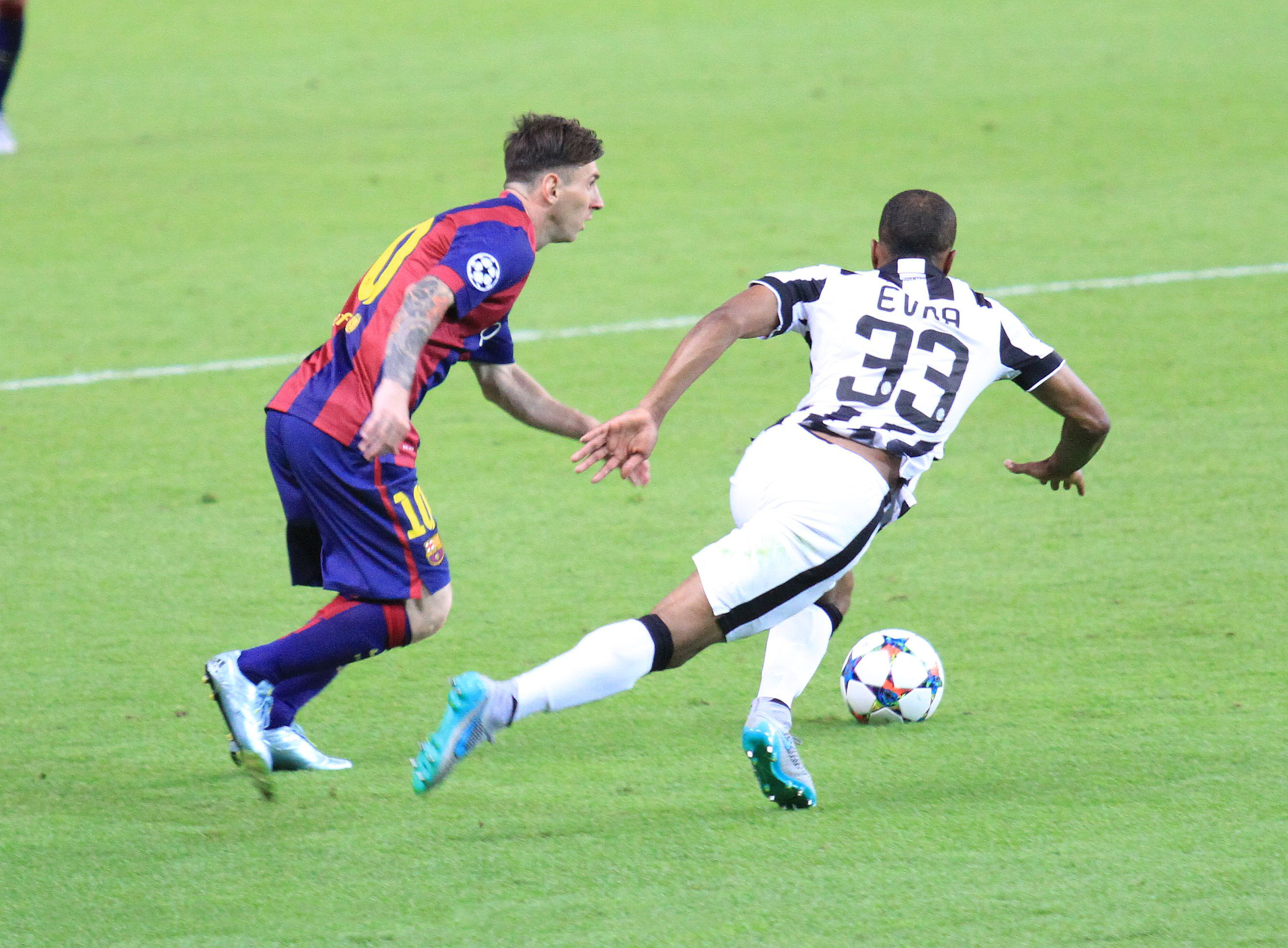
Лионель Месси обходит Патриса Эвра в финале Лиги чемпионов, 6 июня 2015 года

Перед началом сезона 2015/16 команду покинул Хави, таким образом Лионель Месси был назначен вице-капитаном «Барселоны», в то время как капитаном стал Андрес Иньеста. В первом же официальном матче нового сезона Месси выиграл очередной трофей: в матче за Суперкубок УЕФА «Барселона» со счётом 5:4 обыграла «Севилью». Месси забил два гола со штрафных, а также именно после его удара Педро забил победный гол. 16 сентября аргентинец вышел на поле в матче против «Ромы» и стал самым молодым игроком, сыгравшим 100 матчей в Лиге чемпионов (28 лет и 2 месяца). 26 сентября в матче против «Лас-Пальмаса» Месси получил повреждение коленного сустава и выбыл из строя на восемь недель. 21 ноября он вернулся на поле, выйдя на замену Ивана Ракитича в матче чемпионата Испании против мадридского «Реала». 20 декабря Месси выиграл свой пятый трофей в 2015 году, обыграв «Ривер Плейт» в финале Клубного чемпионата мира. 30 декабря аргентинец сыграл свой 500-й официальный матч за «Барселону».

Лионель Месси обходит Эвера Банегу в матче за Суперкубок УЕФА, 2015 год

11 января 2016 года аргентинец получил пятый в своей карьере «Золотой мяч». В матче чемпионата Испании против «Сельты» (6:1) 14 февраля Месси разыграл комбинацию с Луисом Суаресом: в ворота соперника был назначен пенальти, однако Лионель не стал пробивать его, а отдал передачу на Суареса, который забил гол. Среди болельщиков возникли споры: одни считали этот момент «гениальным», а другие назвали его неуважением к оппоненту. 17 февраля в выездном матче чемпионата Испании против «Спортинга» (3:1) он забил свои 300-й и 301-й голы в рамках Примеры и стал первым игроком в истории, преодолевшим этот рубеж. Несколькими днями позже Месси сделал дубль в ворота лондонского «Арсенала» в 1/8 финала Лиги чемпионов. Второй гол аргентинца стал 10 000-м мячом «Барселоны» в официальных турнирах. 17 апреля в игре против «Валенсии» Месси прервал свою пятиматчевую серию без забитых мячей, забив свой 500-й гол в карьере и 450-й за клуб. Аргентинец завершил сезон 2015/16, сыграв в финале Кубка Испании против «Севильи», в котором «Барселона» одержала победу и, тем самым, сделала «золотой дубль» во второй раз подряд. В общей сложности Месси забил 41 гол и отдал 23 передачи, а вместе атакующее трио «Барселоны» сумело забить 131 мяч за сезон, побив рекорд, установленный ими же в предыдущем сезоне.

#### Трофеи в Испании и новые рекорды (2016—2018)
Сезон 2016/17 начался для аргентинца с побед над «Севильей» в матчах Суперкубка Испании; Месси в этих матчах вышел на поле в качестве капитана в связи с отсутствием травмированного Иньесты. В матче первого тура группового этапа Лиги чемпионов УЕФА он забил три мяча в ворота шотландского «Селтика» (7:0) и стал первым игроком в истории турнира с шестью хет-триками. В конце сентября Месси получил травму паха в матче с «Атлетико Мадрид» и выбыл на три недели. Уже спустя три минуты после возвращения на поле в матче против «Депортиво» 16 октября Месси отличился забитым мячом. 1 ноября аргентинец забил свой 54-й гол в рамках группового этапа Лиги чемпионов в матче против «Манчестер Сити», что позволило ему превзойти рекорд Рауля. Месси закончил 2016 год в качестве лучшего бомбардира Европы, на один мяч опередив Златана Ибрагимовича. В голосовании на «Золотой мяч» и на награду The Best FIFA Men’s Player Месси занял второе место.
14 января 2017 года он забил гол в ворота «Лас-Пальмаса», этот соперник стал 35-й командой, в ворота которой Месси забивал в рамках чемпионата Испании — Лионель сравнялся с рекордом Рауля. 4 февраля Месси забил свой 27-й гол со штрафного удара за «Барселону», что позволило аргентинцу обойти рекорд Рональда Кумана как самого результативного исполнителя штрафных ударов в клубе. 23 апреля в матче Примеры Лионель забил два мяча в ворота мадридского «Реала», благодаря чему «сине-гранатовые» победили со счётом 3:2. Победный гол Месси стал для него 500-м за «Барселону» в официальных играх. Во время своего празднования аргентинец снял свою футболку и показал её разгневанным фанатам «Реала» — его фамилия и номер были обращены к трибунам. 27 мая аргентинец забил гол в финале Кубка Испании, что помогло «Барселоне» одержать победу над «Алавесом» со счётом 3:1. Лионель Месси завершил сезон 2016/17, имея в своём активе 54 гола и 16 голевых передач во всех турнирах, а 37 его голов в чемпионате Испании позволили Месси в четвёртый раз получить «Золотую бутсу» и трофей Пичичи.

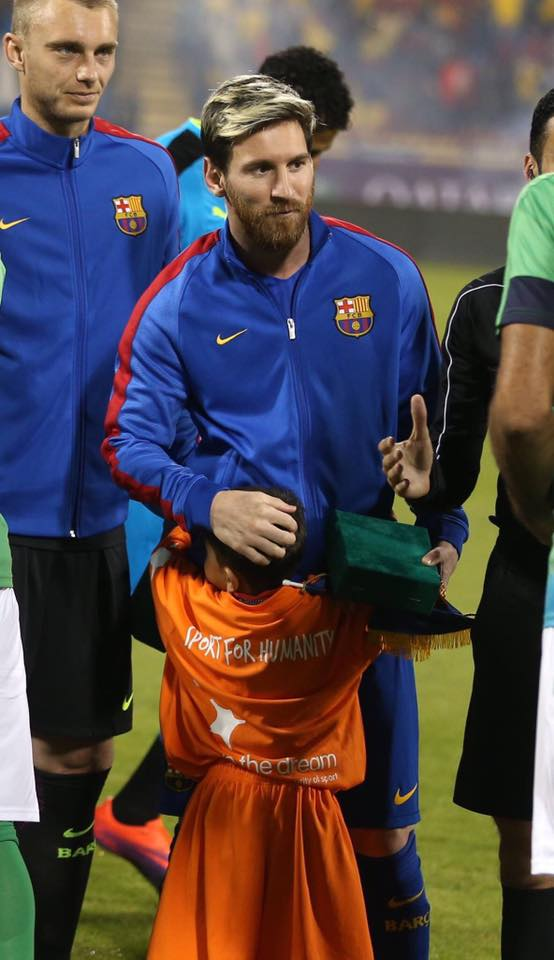
Месси в декабре 2016 года

Сезон 2017/18 начался для команды Месси с поражений в обоих матчах за Суперкубок Испании от мадридского «Реала». 1 октября Месси превзошёл бывшего партнёра по команде Карлеса Пуйоля и вышел на третье место по количеству матчей за «сине-гранатовых», в этом матче аргентинец помог своей команде победить «Лас-Пальмас» со счётом 3:0. В матче против «Олимпиакоса» 18 октября, который стал 122-й игрой Месси в европейских турнирах, он забил свой 100-й гол во всех клубных турнирах УЕФА. Месси стал лишь вторым игроком после Криштиану Роналду, достигшим данной отметки, однако ему удалось сделать это за меньшее количество игр, нежели Роналду. 4 ноября аргентинец провёл свой 600-й матч за «Барселону». После получения четвёртой «Золотой бутсы» Месси продлил свой контракт с «Барселоной» до окончания сезона 2020/21. В новом контракте была прописана сумма отступных в размере 700 миллионов евро. В начале января 2018 года в матче против «Леванте» (3:0) Месси провёл свой 400-й матч в чемпионате Испании.
4 марта аргентинец забил свой 600-й гол в карьере, это произошло в матче против «Атлетико Мадрид», который окончился победой «сине-гранатовых» с минимальным счётом. 14 марта в матче против «Челси» Месси забил свои 99-й и 100-й голы в рамках Лиги чемпионов, вновь став вторым игроком после Криштиану Роналду, который достиг отметки в 100 голов, однако Лионелю удалось сделать это за меньшее количество игр и в более молодом возрасте. 7 апреля аргентинец сделал хет-трик в победном матче против «Леганеса», один из мячей Месси стал шестым голом, который был забит со штрафного в этом сезоне, что позволило ему сравняться с командным рекордом «Барселоны», установленным Роналдиньо. Финал Кубка Испании против «Севильи» закончился победой «Барселоны» со счётом 5:0, что позволило Месси завоевать данный трофей в четвёртый раз подряд. 29 апреля Месси сделал хет-трик в матче против «Депортиво», в результате чего «Барселона» победила и завоевала свой 25-й титул чемпионов Испании. В итоге Месси вновь стал лучшим бомбардиром Ла Лиги, забив 34 гола, что принесло ему пятую «Золотую бутсу».

#### Капитанская повязка и шестая «Золотая бутса» (2018—2019)
Перед началом сезона 2018/19 Месси стал капитаном «Барселоны». Первым его трофеем в новом сезоне стал Суперкубок Испании, который футболисты «Барселоны» получили благодаря победе над «Севильей» (2:1). Выиграв этот трофей, Месси стал самым титулованным игроком в истории клуба. 18 августа аргентинец сделал дубль в ворота «Алавеса», первый его гол стал 6000-м для «Барселоны» в истории Примеры. 18 сентября в первом матче группового этапа Лиги чемпионов Месси забил три мяча в ворота ПСВ (4:0) и стал первым игроком в истории турнира, который имеет на своём счету восемь хет-триков. 20 октября в матче против «Севильи» аргентинец был вынужден покинуть поле уже на 26-й минуте из-за перелома лучевой кости, в результате чего он выбыл из строя на три недели. 8 декабря в игре против «Эспаньола» Месси впервые в карьере забил два гола со штрафных ударов в одном матче. 13 января 2019 года в матче против «Эйбара» Месси забил свой 400-й гол в чемпионате Испании. 2 февраля аргентинец забил свой 50-й гол с пенальти в Ла Лиге, таким образом, он стал третьим игроком в истории соревнования после Криштиану Роналду и Уго Санчеса, которому удалось реализовать 50 пенальти. В этом же месяце президент клуба Жозеп Бартомеу заявил, что клуб готовится к будущему завершению игровой карьеры Месси. 23 февраля аргентинец сделал свой 50-й хет-трик в карьере, а также отдал голевую передачу, что помогло «Барселоне» одержать выездную победу над «Севильей» со счётом 4:2. Также один из голов Лионеля в этом матче стал для него 650-м в профессиональной карьере. 16 апреля Месси сделал дубль в ответном матче четвертьфинала Лиги чемпионов против «Манчестер Юнайтед» (3:0), благодаря чему «Барселона» вышла в полуфинал турнира. 27 апреля в матче против «Леванте» Месси появился на поле по ходу игры и забил единственный в ней гол, что позволило «Барселоне» завоевать чемпионский титул. Выигранное чемпионство стало первым для Месси в ранге капитана команды.

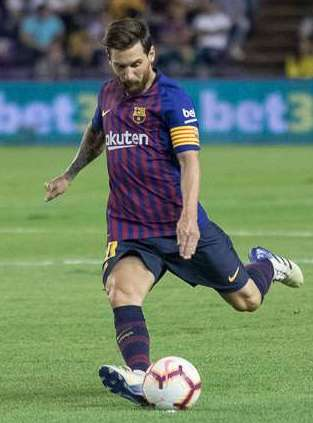
Месси с капитанской повязкой на руке исполняет штрафной удар в матче против «Реал Вальядолида», август 2018 года

1 мая Месси сделал дубль в ворота «Ливерпуля» в матче полуфинала Лиги чемпионов, его второй гол оказался 600-м за «Барселону» во всех турнирах. В ответном матче на «Энфилде» «Барселона» потерпела поражение со счётом 4:0, и по результатам двух матчей «Ливерпуль» вышел в финал турнира. 19 мая в последнем туре чемпионата Испании Месси сделал дубль и выиграл свой шестой трофей Пичичи как лучший бомбардир лиги, имея в своём активе 36 голов в 34 матчах. Благодаря этому аргентинцу удалось сравняться с Тельмо Саррой по количеству данных наград. Также Месси в третий раз подряд стал обладателем «Золотой бутсы», которая стала шестой за всю его карьеру. 25 мая в финале Кубка Испании против «Валенсии» Месси отличился забитым мячом, однако это не спасло его команду от поражения 1:2.

#### Шестой «Золотой мяч» (2019—2020)
5 августа 2019 года стало известно, что Месси не примет участие в матчах предсезонного турнира «Барселоны» в США из-за полученной травмы. В этом же месяце один из голов аргентинца, забитый им в прошлом сезоне, был номинирован на премию ФИФА имени Ференца Пушкаша, однако в итоге награду получил Даниэль Жори. После возврата к тренировкам аргентинец получил ещё одну травму, из-за которой не смог принять участия в первой игре сезона, а в итоге и вовсе выбыл до сентябрьской паузы на игры сборных. 23 сентября Месси выиграл награду The Best FIFA Men’s Player. 23 октября он забил в ворота пражской «Славии», став первым игроком в истории Лиги чемпионов, которому удалось забить как минимум один раз в матчах этого турнира в 15 сезонах подряд. 29 октября Месси забил гол «Вальядолиду», который стал для него 50-м голом со штрафного в карьере. 27 ноября Лионель провёл свой 700-й матч за «Барселону», в нём он забил мяч дортмундской «Боруссии» в Лиге чемпионов. «Боруссия» стала 34-м соперником, пропустившим гол от Месси в главном еврокубковом турнире, аргентинец побил тем самым рекорд Роналду и Рауля. 2 декабря Месси получил рекордный, шестой «Золотой мяч». 7 декабря в матче против «Мальорки» аргентинец сделал свой 35-й хет-трик в чемпионате Испании и, тем самым, установил новый рекорд лиги.
22 февраля 2020 года в матче против «Эйбара» Месси забил четыре мяча. 14 июня в матче против «Мальорки» он забил гол, став первым игроком в Ла Лиге, который забивал 20 и более голов в 12 сезонах подряд. 30 июня в матче против «Атлетико» Месси реализовал пенальти «паненкой», этот гол стал для аргентинца 700-м в профессиональной карьере. 11 июля аргентинец сделал 20-ю голевую передачу в рамках одного сезона чемпионата Испании, благодаря чему сравнялся с рекордным результатом Хави в сезоне 2008/09. В итоге Месси стал лучшим бомбардиром и лучшим ассистентом в чемпионате Испании, имея на своём счету 25 голов и 21 голевую передачу, в результате чего выиграл седьмой трофей Пичичи. Месси установил новый рекорд, обойдя по их количеству Тельмо Сарру. Однако, несмотря на индивидуальную результативность аргентинца, «Барселона» по итогам сезона уступила чемпионский титул мадридскому «Реалу», а также потерпела поражение от мюнхенской «Баварии» в четвертьфинале Лиги чемпионов со счётом 2:8 и вновь выбыла из турнира. Этот матч стал самым крупным поражением Месси в карьере.

#### Август 2020: Попытка ухода из команды
В конце августа 2020 года в СМИ начали появляться сообщения о растущем недовольстве Месси действиями руководства «Барселоны». «Барселона» объявила, что аргентинец отправил клубу «документ, выражающий своё желание покинуть команду». Данное заявление получило широкую общественную огласку и множество различных комментариев, в том числе от нынешних и бывших партнёров аргентинца по команде, поддержавших действия Месси. 26 августа спортивный директор Рамон Планес подчеркнул желание клуба «построить команду вокруг самого важного игрока в мире». Также руководство «Барселоны» заявило, что Месси сможет уйти только в том случае, если потенциальный покупатель заплатит установленную опцию выкупа в контракте, размером в 700 миллионов евро.
Я хотел уйти, потому что не чувствовал себя счастливым в клубе в последнее время. Однако вне зависимости от того, сколько раз я уйду или останусь, моя любовь к клубу никогда не изменится.
В контракте также имелся пункт, который позволил бы аргентинцу покинуть клуб бесплатно, но он мог быть использован только в том случае, если футболист сообщил бы о своём решении до 31 мая 2020 года. Однако представители Месси утверждали, что этот срок должен быть увеличен до 31 августа в связи с временной остановкой сезона 2019/20 из-за пандемии COVID-19. 30 августа Ла Лига опубликовала заявление, в котором говорится, что контракт Месси и пункт о сумме выкупа продолжают своё действие. Вскоре Месси объявил, что продолжит выступать в «Барселоне» в течение последнего года действия своего контракта. Также он утверждал, что неоднократно информировал «Барселону» о своём желании уйти, однако отказался подавать в суд против «клуба всей жизни».

#### Последний сезон в «Барселоне», рекорд по голам за один клуб (2020—2021)
Сезон 2020/21 начался для аргентинца 27 сентября, когда он реализовал пенальти в победном матче чемпионата Испании против «Вильярреала» (4:0). За два дня до этой игры он снова раскритиковал действия клуба в ситуации с уходом Луиса Суареса, заявив, что его «больше ничего не удивляет». 20 октября, забив гол «Ференцварошу», Месси стал первым футболистом в истории, который отличился в 16 сезонах Лиги чемпионов подряд. Позднее Месси был номинирован на премию The Best FIFA Men’s Player, которую в итоге выиграл Роберт Левандовский. 23 декабря Месси забил свой 644-й гол за «Барселону» в матче чемпионата Испании против «Вальядолида», превзойдя Пеле по количеству голов за один клуб.
17 января 2021 года в матче за Суперкубок Испании против «Атлетика» из Бильбао Месси получил первую красную карточку на клубном уровне за удар Асьера Вильялибре по голове. В первом матче 1/8 финала Лиги чемпионов 2020/21 против «Пари Сен-Жермен» «Барселона» потерпела поражение со счётом 1:4, во втором сыграла вничью 1:1, и с общим счётом 2:5 выбыла из турнира на этом этапе впервые за 14 лет. Во второй игре против французского клуба Месси сравнял счёт, однако впоследствии впервые с 2015 года не реализовал удар с пенальти в игре Лиги чемпионов. 21 марта 2021 года Месси провёл свой 768-й матч за «Барселону» и побил рекорд Хави по играм за эту команду. Свой последний официальный матч за «Барселону» Лео провёл 16 мая — дома против «Сельты» (1:2) в чемпионате Испании. В первом тайме аргентинец открыл счёт, головой направив мяч в дальний угол после навеса Серхио Бускетса из центральной зоны.
Я отдал этому клубу всё и покидаю его счастливым. Хотел бы я попрощаться при других обстоятельствах. Никогда не представлял себе последний день в «Барселоне».
1 июля 2021 года Лионель Месси стал свободным агентом. Впервые за все время профессиональной карьеры Месси перестал быть игроком «Барселоны». 5 августа «Барселона» сообщила, что новый контракт с Месси подписан не будет. Отмечалось, что, несмотря на желание обеих сторон, новое соглашение не было заключено из-за финансовых ограничений, установленных руководством чемпионата Испании. Позже игрок заявил, что был готов даже на понижение зарплаты на 50 %, чтобы остаться.
В составе «Барселоны» Месси выиграл больше 30 трофеев, включая 10 титулов чемпиона Испании и четыре Лиги чемпионов.

### «Пари Сен-Жермен»

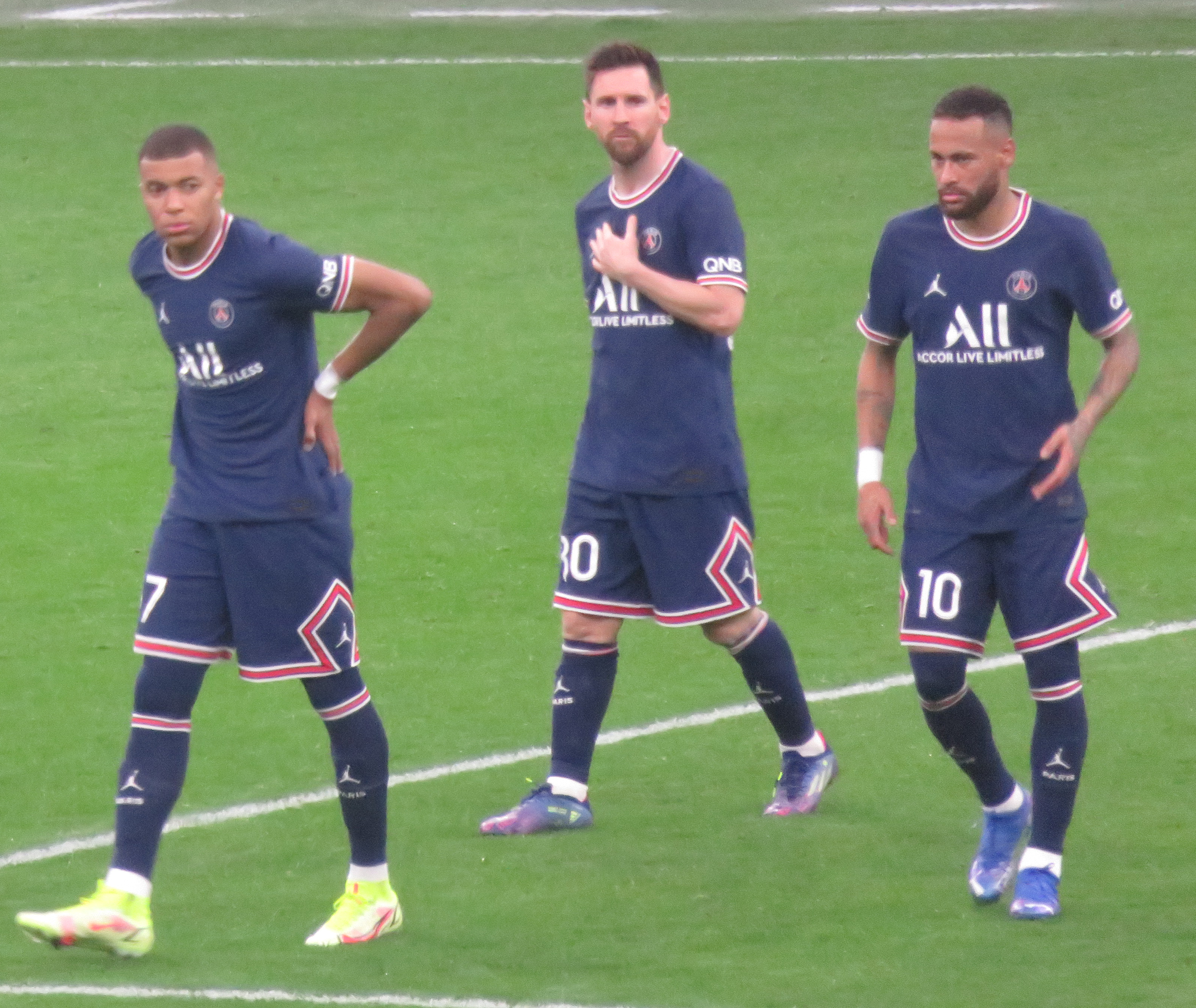
Месси (в центре) с товарищами по команде Килианом Мбаппе (слева) и Неймаром

7 августа 2021 года Халифа Бен Хамад Аль-Тани, брат владельца «Пари Сен-Жермен», заявил, что переговоры с аргентинцем официально завершены и скоро будет объявлено о подписании им контракта с парижским клубом. 10 августа о переходе Лионеля Месси в «Пари Сен-Жермен» стало известно официально. Соглашение было заключено по схеме «два плюс один» (базовый срок — до лета 2023 года с опцией продления ещё на сезон). Месси взял 30 номер, под которым выступал в начале своей карьеры.

#### Седьмой «Золотой мяч» и адаптация в Париже (2021—2022)
29 августа Лионель дебютировал за новый клуб, выйдя на замену во втором тайме матча французского чемпионата с «Реймсом» (2:0). 15 сентября аргентинец впервые вышел на поле в стартовом составе, а также дебютировал за парижский клуб в матче Лиге чемпионов. Это произошло в поединке с «Брюгге», который окончился ничьей 1:1. Через четыре дня Месси в первый раз сыграл за «Пари Сен-Жермен» на домашней арене этой команды, «Парк де Пренс», встреча завершилось победой над «Лионом» — 2:1. Первый мяч за новую команду аргентинец забил во втором туре группового этапа Лиги чемпионов — в ворота «Манчестер Сити» (2:0). 21 ноября Месси забил свой первый гол в чемпионате Франции, тогда ему удалось поразить ворота «Нанта». Спустя неделю аргентинец в пятый раз в своей карьере сделал хет-трик из голевых передач, благодаря этому парижский клуб обыграл «Сент-Этьен» со счётом 3:1. 29 ноября Месси получил свой седьмой «Золотой мяч», на момент вручения награды ему удалось забить 40 голов на клубном и международном уровне за календарный год, а также помочь своей сборной выиграть Кубок Америки 2021 года.
2 января 2022 года ПСЖ объявил, что тест Месси дал положительный результат на COVID-19. Впоследствии он пропустил два матча чемпионата и один кубковый матч. 23 апреля 2022 года Месси забил гол ударом из-за пределов штрафной площади в ворота «Ланса». Несмотря на то, что матч завершился ничьей 1:1, этого оказалось достаточно, чтобы ПСЖ завоевал свой десятый титул чемпиона Франции. Аргентинец завершил свой дебютный сезон с 11 голами и 14 передачами во всех турнирах. Впервые с сезона 2005/06 он не смог забить двузначное количество голов в лиге, закончив сезон с 6 голами.

#### Второй титул чемпиона Франции и отъезд из Европы (2022—2023)
После адаптации к новому окружению и обустройства в Париже, под руководством нового тренера Кристофа Гальтье, Месси вернулся к своей любимой роли свободного нападающего; его поставили на его любимую позицию плеймейкера позади двух нападающих, в атакующем трезубце с Неймаром и Килианом Мбаппе, быстро восстановив свою форму с предыдущего сезона, начав новый сезон 31 июля, забив первый гол «ПСЖ» в победе над «Нантом» (4:0) в Суперкубке Франции, выиграв свой второй трофей с парижским клубом.
Из-за своей формы в предыдущем сезоне аргентинец не был номинирован на «Золотой мяч» впервые с 2005 года. 21 августа отдал дальний пас Мбаппе, который был забит за восемь секунд, став вторым по скорости голом в истории Лиги 1, а затем забил гол в гостевой победе над «Лиллем» со счётом 7:1. В следующих матчах, записав на свой счёт шесть голевых передач, включая один гол и пять пасов, Месси был признан лучшим игроком месяца в Лиге 1 в сентябре. 5 октября забил в ничьей с «Бенфикой» (1:1) в Лиге чемпионов, став единственным игроком в истории этого турнира, забившим в ворота 40 различных команд в Лиге чемпионов. 25 октября дважды забил в домашней победе над «Маккаби» из Хайфы (7:2) в Лиге чемпионов, установив рекорд по количеству голов, забитых из-за пределов штрафной площади, среди всех остальных игроков в турнире — 23 гола. Четыре дня спустя забил и ассистировал, когда «ПСЖ» выиграл со счётом 4:3 у «Труа» и остался на первом месте в турнирной таблице Лиги 1. Этот гол стал для него седьмым в этом сезоне и двенадцатым в целом, превзойдя суммарный результат предыдущего сезона всего за 18 матчей.
26 февраля 2023 года «ПСЖ» обыграл «Марсель» со счётом 3:0 в Ле Классико. Месси забил свой 700-й гол за клуб в карьере, а также отдал голевую передачу Мбаппе. 11 марта «ПСЖ» обыграл «Брест» со счётом 2:1, а Месси отдал голевую передачу Мбаппе на последней минуте, записав на свой счёт 300-й ассист в карьере. 8 апреля забил гол и отдал голевую передачу в гостевой победе над «Ниццей» (2:0) в Лиге 1, благодаря чему обогнал Криштиану Роналду в списке лучших бомбардиров европейского клубного футбола с 702 голами; во время матча он также достиг отметки в 1000 голевых действий за карьеру на клубном уровне. 2 мая Месси был отстранён на две недели и оштрафован после несанкционированной поездки в Саудовскую Аравию со своей семьей в рамках рекламного коммерческого соглашения. Его визит в Саудовскую Аравию означал, что он не явился на тренировку в предыдущий день после поражения от «Лорьяна» (1:3). На следующий день, 3 мая, стало известно, что аргентинский игрок покинет «Пари Сен-Жермен» в конце сезона, после истечения срока его контракта. После этого несколько болельщиков «ПСЖ» потребовали его ухода из клуба, рассматривая его отсутствие как свидетельство того, что команда не борется за футболку, в контексте ощущаемого разрыва между собой и личностью клуба. Два дня спустя нападающий извинился перед клубом и своими товарищами по команде за поездку, заявив, что думал, что у него будет свободный день после матча [с «Лорьяном»], и уже запланировал поездку, которую отменил ранее. 28 мая забил гол в матче со «Страсбуром» (1:1), благодаря чему «ПСЖ» завоевал свой 11-й титул чемпиона Лиги 1 и второй подряд; при этом Месси стал игроком с наибольшим количеством голов в истории пяти ведущих европейских лиг — 496 мячей .
1 июня Гальтье подтвердил, что домашний матч «ПСЖ» против «Клермона» 3 июня станет последним для Месси, а через два дня клуб подтвердил его уход; матч закончился поражением 2:3. Он закончил сезон с наибольшим количеством передач в чемпионате — 16, а также был включён в команду сезона Лиги 1 по версии НСПФ вместе с партнёрами по команде Ашрафом Хакими, Нуну Мендешем и Мбаппе.

### «Интер Майами»
После подтверждения своего ухода из «Пари Сен-Жермен», Месси связывали с возвращением в бывший клуб «Барселона», а также с переходом за большие деньги в саудовский клуб «Аль-Хиляль», но его окончательное решение подписать контракт с клубом MLS «Интер Майами» было сообщено президенту «Барселоны» Жоану Лапорте до 5 июня 2023 года. «Барселона» же не смогла предложить контракт из-за финансовых трудностей.
7 июня американский клуб разместил видео в своих социальных сетях, намекая на то, что клуб подписал контракт с Месси, хотя и не подтвердил, что он уже официально подписан. В тот же день игрок подтвердил своё намерение перейти в «Майами» в совместном интервью Mundo Deportivo и Sport, в котором он сказал, что они «не закрыли вопрос на 100 процентов»; MLS также заявила, что сделка ещё не завершена. Аргентинец объяснил, что, несмотря на то, что Ла Лига приняла всё и была не против его возвращения в каталонский клуб, оставалось ещё много дел, таких как снижение зарплат и продажа игроков, и он не хочет проходить через это снова и нести за это ответственность. Также он подтвердил, что другие европейские клубы обращались к нему, но «Барселона» была единственной европейской командой, за которую он хотел играть. 15 июля 2023 года «Интер Майами» объявил о подписании Месси контракта на два с половиной года. На следующий день на стадионе «Драйв Пинк» состоялось его официальное представление болельщикам, получившей название «La PresentaSÍon», вместе с бывшим партнёром по команде «Барселона» Серхио Бускетсом. Его базовая зарплата составила 12 миллионов долларов с гарантированной компенсацией в размере 20,4 миллиона долларов за сезон 2023 года; Месси также получит дополнительные проценты от продажи футболок, подписки на сезонные абонементы MLS и долю в самом клубе.

#### Победа в Кубке лиг и восьмой «Золотой мяч» (сезон 2023)

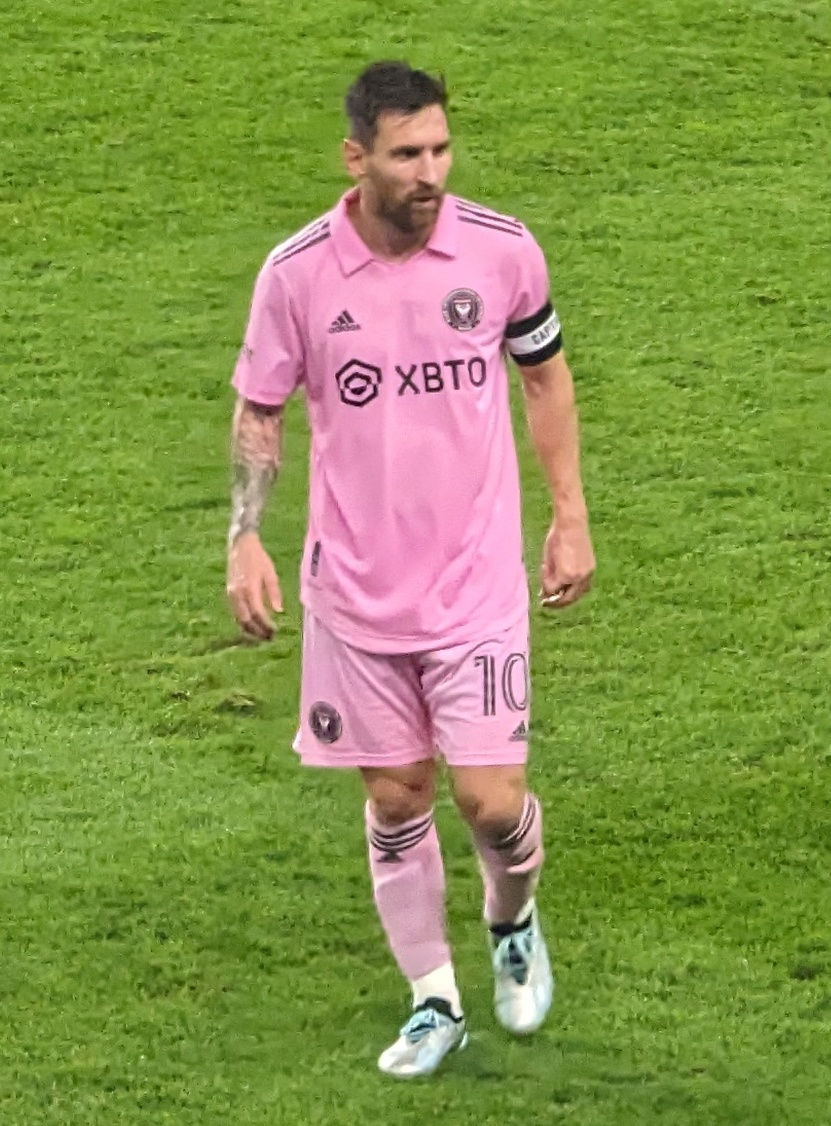
Месси в составе «Интер Майами» в матче Открытого кубка США 2023 года

21 июля дебютировал за клуб в матче Кубка лиг против команды «Крус Асуль», забив со штрафного удара на второй минуте матча и одержав победу со счётом 2:1. Забив девять голов в первых шести матчах за «Майами», 19 августа Месси открыл счёт в финале Кубка лиг 2023 года против команды «Нэшвилл», после чего «Нэшвилл» сравнял счёт во втором тайме. Игра закончилась серией пенальти, которую выиграл «Майами» со счётом 10:9, причём аргентинец забил первый мяч, принеся клубу первый в его истории трофей.
26 августа 2023 года в дебютном матче MLS против «Нью-Йорк Ред Буллз» отличился голом и помог своей команде положил конец одиннадцатиматчевой беспроигрышной серии в чемпионате. Первый гол Месси в регулярном чемпионате принёс ему звание «гол дня», набрав 89,7 % голосов. 30 октября после победы на чемпионате мира в составе сборной Аргентины и завоевания трофея Лиги 1 в составе «ПСЖ», Месси в рекордный восьмой раз стал обладателем «Золотого мяча». 21 октября завершил свой первый сезон за «Интер Майами» с 11 голами в 14 матчах после того, как сыграл в своей последней игре в матче с «Шарлотт» (0:1). «Майами» занял 14-е место в Восточной конференции, оставшись без побед в последних семи матчах. За свои достижения в 2023 году он был назван «Спортсменом года» по версии журнала Time, став первым футболистом, получившим эту награду. Он также продлил свой рекорд по числу попаданий в символическую сборную года по версии FIFPro до 17 подряд, не пропуская отбор с 2006 года.

#### Чемпион Supporters’ Shield и лучший бомбардир в истории «Интер Майами» (сезон 2024)
4 февраля 2024 года «Интер Майами» провёл выставочный матч против звёзд местной лиги на стадионе «Гонконг». Месси просидел на скамейке запасных весь матч и не сыграл из-за заявленной травмы, что вызвало гнев болельщиков на арене, большинство из которых предпочли вернуть деньги. Личные аккаунты Месси в социальных сетях были наводнены комментариями недовольных фанатов. Член Законодательного совета Кеннет Фок выступил с заявлением, осуждающим организатора Tatler и американский клуб, считая, что они оба, получив крупную прибыль, несут ответственность и должны извиниться перед фанатами. Правительство Гонконга также дважды выступило с заявлением, выразив крайнее разочарование отсутствием аргентинца и сообщив, что рассматривает возможность отзыва спонсорских средств в размере 16 миллионов гонконгских долларов. Инцидент получил прозвище «Messi Messy» от CNN, и был переведён как «Messi’s Chaos» гонконгскими СМИ. 6 февраля Месси и его партнёры по команде были замечены на тренировке в Японии, что позволило многим предположить, что он не получил травму. 7 февраля вышел со скамейки запасных в товарищеском матче против «Виссел Кобе», который они выиграли со счётом 4:3. В результате 8 февраля Китайская футбольная ассоциация временно прекратила сотрудничество с Аргентинской футбольной ассоциацией в связи с инцидентом, а болельщикам, посетившим матч, были предложены 50-процентные компенсации.
26 февраля, во втором туре MLS 2024 года, когда к нему присоединился бывший партнёр по «Барселоне» Луис Суарес, Месси в добавленное время забил свой первый гол в сезоне, сравняв счёт в игре с «Лос-Анджелес Гэлакси» (1:1). В марте Месси выбыл из строя из-за травмы правого подколенного сухожилия, почувствовав дискомфорт во время матча 1/8 финала Кубка чемпионов против «Нэшвилла». 6 апреля вернувшись после травмы и пропустив четыре игры, аргентинец забил за «Интер» в матче с «Колорадо Рэпидс» (2:2). 10 апреля Месси и «Интер Майами» были выбиты из Кубка чемпионов после двух поражений от «Монтеррея» с общим счётом 2:5. Три дня спустя Месси забил один гол и сделал голевую передачу в гостевой победе над «Спортинг Канзас-Сити» со счётом 3:2, собрав 72 610 зрителей на стадионе «Эрроухед». 27 апреля Месси забил два гола, записав на свой счёт 16 очков по системе по системе «гол+пас», в гостевой победе над «Нью-Инглэнд Революшн» со счётом 4:1 и став первым игроком MLS, который сделал это в своём седьмом матче. 4 мая Месси побил рекорд по количеству голевых передач в одном матче MLS, сделав пять передач в победе над «Нью-Йорк Ред Буллз» со счётом 6:2. Сначала Месси помог Матиасу Рохасу сделать дубль, затем ассистировал Луису Суаресу в его первом хет-трике за клуб. А также забил сам, тем самым организовав все голы команды.
16 июля, через два дня после того, как Месси повредил лодыжку в финале Кубка Америки 2024 года, «Интер Майами» объявил, что медицинское обследование показало, что Месси получил травму связок правой лодыжки, из-за чего он на неопределенный срок выбыл из строя. До проведения обследования главный тренер «Интер Майами» Херардо Мартино заявил, что Месси, скорее всего, пропустит как минимум два следующих матча клуба. Он вернулся в «Интер Майами» два месяца спустя, 14 сентября, забив два гола и сделав голевую передачу в домашней победе со счётом 3:1 над «Филадельфия Юнион». 2 октября два гола Месси в выездной победе со счётом 3:2 над «Колумбус Крю» гарантировали «Интер Майами» лучший результат в регулярном сезоне MLS, обеспечив клубу титул Supporters’ Shield. В последний день регулярного сезона, 19 октября, Месси вышел на замену и за 11 минут оформил свой первый хет-трик за «Интер Майами» в домашней победе со счётом 6:2 над «Нью-Ингленд Революшн». «Интер Майами» закончил сезон с 74 очками — это рекорд лиги, который обеспечил клубу место в клубном чемпионате мира 2025 года в качестве хозяина. Месси закончил регулярный сезон с 20 голами и 16 голевыми передачами в 19 матчах. Таким образом, он стал лучшим бомбардиром «Интер Майами» за всю историю клуба. Во время плей-офф MLS Cup 2024, первого выступления Месси в постсезонных играх лиги, «Майами» сыграл вничью с «Атланта Юнайтед» в первом раунде и разделил первые две игры. В третьем матче на домашнем поле Месси забил свой первый гол в плей-офф, 850-й в своей профессиональной карьере за клуб и сборную, но «Майами» выбыл из плей-офф после поражения со счётом 3:2. По итогам регулярного сезона Месси был назван самым ценным игроком MLS.

#### Сезон 2025
19 февраля 2025 года Месси забил свой первый гол в первом матче «Интер Майами» в этом году во время победы со счетом 1:0 над «Спортинг Канзас-Сити», которая состоялась в первом туре первого раунда Кубка чемпионов КОНКАКАФ 2025 года. Матч проходил в «Чилдренс Мерси Парк» в Канзас-Сити в середине зимы, температура во время игры составляла −16 °C, скорость ветра — 9 миль/ч, что привело к ощущаемой температуре −24 °C. Эти условия стали самыми холодными в карьере аргентинца. 25 февраля Месси и Луис Суарес были оштрафованы Дисциплинарным комитетом MLS за нарушение правил лиги в отношении прикосновений руками к лицу/голове/шее во время матча открытия сезона тремя днями ранее против «Нью-Йорк Сити». По окончании матча Месси, по-видимому, схватил за шею ассистента тренера «Нью-Йорка» Мехди Баллуши, споря с ним.
30 апреля Месси и «Интер Майами» выбыли из Кубка чемпионов в полуфинале, уступив «Ванкувер Уайткэпс» со счётом 5:1 по сумме двух матчей. 24 мая Месси забил 67-й гол со штрафного в своей карьере в выездном матче против «Филадельфия Юнион», который закончился вничью 3:3, став третьим лучшим бомбардиром со штрафных за всю историю.

## Карьера в сборной

### Молодёжная сборная
До своего дебюта в молодёжной команде Аргентины Месси получил приглашение выступать за молодёжную сборную Испании, однако отклонил его. В июне 2004 года он получил официальное предложение молодёжной сборной Аргентины по инициативе тренера Уго Токалли. Месси дебютировал в товарищеском матче против Парагвая, выйдя во втором тайме. Он сделал две голевые передачи и забил гол, его команда выиграла со счётом 8:0. Во втором матче против Уругвая Месси также вышел во втором тайме и оформил дубль. Со сборной Аргентины Месси принял участие и в молодёжном чемпионате Южной Америки 2005 года. Он сыграл в первом матче против Венесуэлы и забил гол, его команда победила со счётом 3:0. В последнем матче против Бразилии Месси забил гол и принёс своей команде победу 2:1. Всего же он забил пять голов и попал в символическую сборную турнира, Аргентина заняла третье место (матчи плей-офф не предусмотрены).
В июне 2005 года Месси сыграл на молодёжном чемпионате мира, проходившем в Нидерландах. Лионель вышел на поле во втором матче против Египта и отметился голом, Аргентина выиграла 2:0. В третьем матче против Германии Месси отдал голевой пас на Нери Рауля Кардосо, который забил единственный мяч в игре. В 1/8 финала против Колумбии Лионель забил гол, сравняв счёт. В итоге Аргентина смогла одержать победу со счётом 2:1. Эта игра стала первым полным матчем для Месси на уровне сборных. В четвертьфинале против Испании Месси отдал голевой пас на Густаво Обермана, а затем забил и сам, итоговый счёт — 3:1. Перед полуфинальным матчем против Бразилии Месси исполнилось 18 лет. В Нидерланды специально приехал спортивный директор «Барселоны» Чики Бегиристайн, чтобы подписать контракт с футболистом. В полуфинале Месси открыл счёт на восьмой минуте, а под конец матча отдал голевой пас на Пабло Сабалету, который принёс аргентинцам победу 2:1. В финальном матче против Нигерии в конце первого тайма Месси заработал пенальти, который сам и реализовал. Во втором тайме он также с пенальти удвоил преимущество, на этот раз 11-метровый заработал Серхио Агуэро. На этом турнире он стал лучшим бомбардиром, забив шесть голов, а также получил «Золотой мяч» в качестве лучшего игрока чемпионата.

### Основная сборная

#### Дебют в национальной сборной и чемпионат мира 2006
4 августа 2005 года Хосе Пекерман вызвал Месси в сборную Аргентины на товарищеский матч против Венгрии, запланированный на 17 августа. Лионель вышел на поле на 64-й минуте, однако через две минуты случился инцидент с защитником Вильмошем Ванцаком. Венгр, пытаясь остановить Месси, схватил его за футболку, Лионель отмахнулся и задел горло оппонента. Арбитр Маркус Мерк удалил Месси с поля, а Ванцаку дал жёлтую карточку. Первую свою официальную встречу Месси провёл 3 сентября 2005 года в матче отборочного турнира к чемпионату мира 2006 со сборной Парагвая, он вышел на замену ближе к концу второго тайма. Первый свой мяч за Аргентину Месси забил в товарищеском матче с Хорватией.

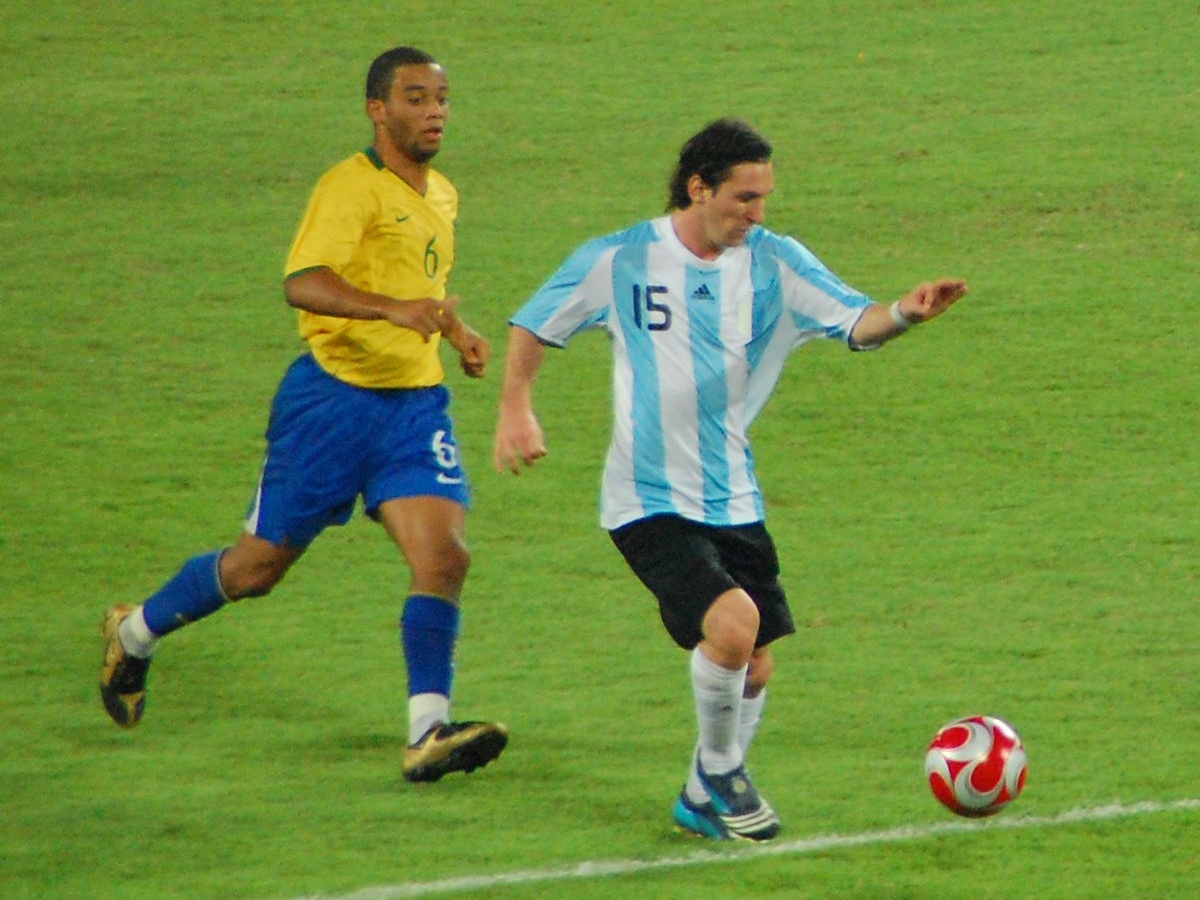
Месси уходит от Марсело на летних Олимпийских играх, 2008 год

Несмотря на травму, полученную в конце сезона 2005/06, Месси попал в заявку национальной сборной на Чемпионат мира 2006 года в Германии. Лионель начал турнир со второго матча группы, против сборной Сербии и Черногории (6:0) — он вышел на замену на 74-й минуте и отметился голевым пасом, а также забитым мячом. Он стал самым молодым игроком в истории сборной Аргентины, который забил гол на чемпионате мира (18 лет и 357 дней).
Последний матч группы против Нидерландов Лионель отыграл от начала до конца, голов в игре не было, в итоге обе команды вышли в плей-офф.
Также Месси сыграл в матче 1/8 финала против Мексики, выйдя в концовке игры при счёте 1:1; после гола Макси Родригеса в дополнительное время аргентинцы победили 2:1.
В четвертьфинале Месси не играл, а Аргентина после ничьи 1:1 в основное время проиграла сборной Германии в серии послематчевых пенальти (2:4).

#### Второе место на Кубке Америки 2007 и победная Олимпиада
Тренер Альфио Басиле вызвал Месси на Кубок Америки 2007 года. На турнире Лионель действовал в атакующем ключе, ближе к острию атаки, где играл Карлос Тевес. В матче с Колумбией он заработал пенальти (победа 4:2). В 1/8 финала против Парагвая он отдал голевую передачу, а в следующих стадиях забивал Перу (4:0) и Мексике (3:0) соответственно. Полуфинальный гол команде Мексики, забитый, когда Месси увидел опрометчивый рывок голкипера вперёд и технично перекинул вратаря с угла штрафной, признали лучшим голом турнира. Учитывая временами неуверенное продвижение бразильцев по турнирной сетке, «альбиселесте» рассматривались в финале как фавориты. Однако сборная Бразилии, несмотря на отсутствие ключевых игроков, сыграла грамотно и дисциплинированно, одержав победу со счётом 3:0. Месси на турнире провёл все шесть игр и забил два гола, а также был признан лучшим молодым игроком турнира.
В 2008 году Месси отправился со сборной Аргентины на Олимпийские игры в Пекине. Руководство «Барселоны» не желало отпускать его на соревнования. Международный спортивный арбитражный суд, куда обратилась Ассоциация футбола Аргентины, оставил решение вопроса участия Месси в турнире за клубом. Только после вмешательства главного тренера Гвардиолы клуб согласился отпустить игрока. В первом же матче с Кот-д’Ивуаром Месси забил свой первый мяч на турнире (2:1). В 1/4 финала он отличился второй раз, отправив мяч в ворота сборной Нидерландов (2:1). В полуфинале Месси принял участие в победном матче Аргентины против сборной Бразилии (3:0). В финальном матче Месси отдал голевой пас на Анхеля Ди Марию, который и забил единственный мяч в ворота Нигерии.

#### Общекомандный спад
На ЧМ-2010 тренер Диего Марадона поставил Месси на позицию центрального полузащитника. В первом матче на чемпионате мира против сборной Нигерии аргентинцы выиграли 1:0, при этом Лионель имел несколько хороших возможностей забить, но нигерийцев спасал их вратарь Винсент Эньеама. Лионель начал в основном составе и матч против сборной Южной Кореи, который завершился победой сборной Аргентины со счётом 4:1, Месси был активен, однако результативных действий на свой счёт ему записать не удалось. На третий матч с Грецией, последний в группе, Месси вышел на поле с капитанской повязкой, став самым молодым капитаном в истории сборной Аргентины. Встреча закончилась победой аргентинцев 2:0, а Месси был признан лучшим игроком матча. В матче 1/8 финала Лионель, наконец, отметился результативной передачей, однако автор гола Карлос Тевес был в положении вне игры, чего не заметил итальянский арбитр Роберто Розетти. Затем Игуаин и Тевес забили ещё по мячу, итоговый счёт — 3:1. В матче четвертьфинала Аргентина уступила сборной Германии со счётом 0:4 и закончила выступление в турнире, а Месси так и не смог забить ни одного мяча на чемпионате мира 2010. Несмотря на отсутствие голов на мундиале, Месси всё равно был номинирован на награду лучшему футболисту турнира, однако её в итоге получил уругваец Диего Форлан.

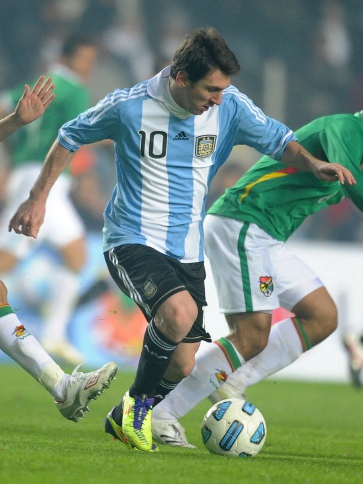
Месси в матче против Боливии на Кубке Америки, июль 2011

В 2011 году Месси предстояло сыграть на «домашнем» для Аргентины Кубке Америки. Перед турниром тренер Алехандро Сабелья летал в Барселону на встречу с Пепом Гвардиолой, чтобы обсудить место Лионеля в тактической схеме сборной. После второй игры с Колумбией у Лионеля случился конфликт с партнёром по команде Николасом Бурдиссо, а также во время игры он был впервые освистан собственными болельщиками. По итогам первенства Аргентина дошла до стадии четвертьфинала, где проиграла в серии пенальти Уругваю (4:5), Месси свой пенальти реализовал. Лионель провёл на турнире все четыре матча, в которых сделал три голевые передачи, две из которых — в игре против сборной Коста-Рики. На момент окончания турнира, Месси не забивал в официальных матчах за сборную более двух лет.

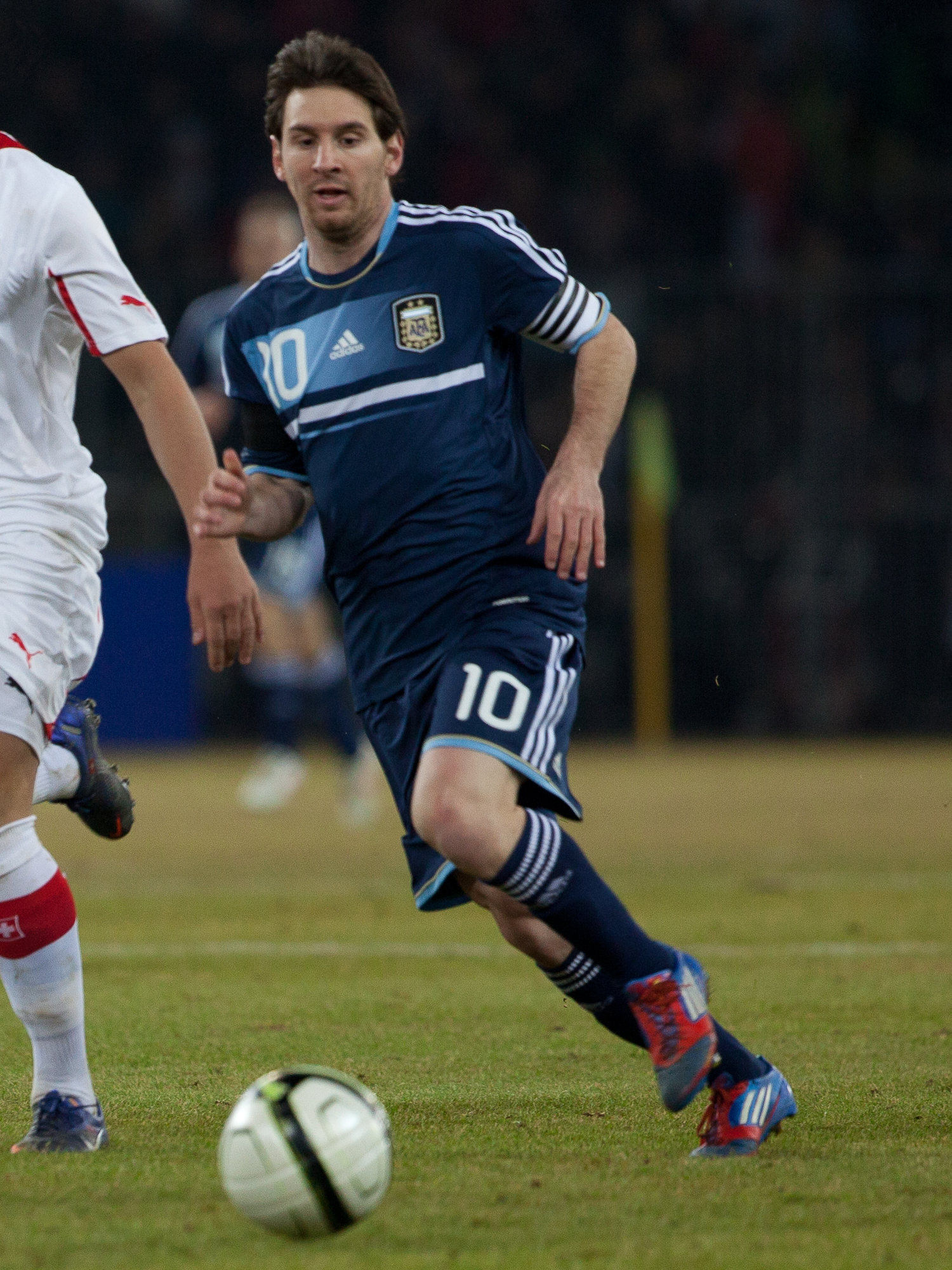
Месси в матче против Швейцарии в феврале 2012, в котором он забил свой первый хет-трик за сборную

Своеобразным переломным моментом для Месси в сборной стал отборочный матч чемпионата мира 2014 против Колумбии, который состоялся 15 ноября 2011 года. После первого тайма соперник вёл 1:0. Однако на 61-й минуте Месси сильным ударом сравнял счёт, а под конец матча Агуэро принёс аргентинцам победу. 9 июня 2012 года в товарищеском матче против Бразилии Лионель оформил хет-трик, его команда победила со счётом 4:3. 23 марта 2013 года в отборочном матче на мундиаль против Венесуэлы Лионель забил с пенальти и отдал два голевых паса Игуаину (3:0). 10 сентября Месси сделал дубль в матче с Парагваем (победа 5:2).

#### Два проигранных финала подряд
В преддверии чемпионата мира в Бразилии в прессе публиковались негативные сообщения по поводу формы Месси, поскольку в сезоне перед турниром у аргентинца было большое количество травм. Однако мундиаль Лионель начал хорошо, в первых четырёх матчах получив звание лучшего игрока встречи. В первом матче группового этапа против сборной Боснии и Герцеговины после подачи аргентинца защитник боснийцев Сеад Колашинац срезал мяч в собственные ворота, в этом же матче Месси забил и свой первый гол на турнире, оказавшийся в итоге победным. Во втором групповом матче со сборной Ирана аргентинцы сумели открыть счёт лишь в добавленное время, а автором мяча вновь стал Месси. В заключительном матче группового этапа Лионель дважды поразил ворота нигерийцев, в итоге Аргентина выиграла со счётом 3:2 и вышла в плей-офф с первого места.
В матче 1/8 финала соперником Аргентины стала сборная Швейцарии, в основное время командам не удалось открыть счёт и лишь за несколько минут до конца дополнительного времени Ди Мария сумел забить победный гол, автором голевой передачи стал Лионель Месси. В четвертьфинале аргентинцы обыграли бельгийцев (1:0) и впервые с 1990 года вышли в полуфинал, где им противостояла сборная Нидерландов. В упорном матче с небольшим количеством голевых моментов не было забито ни одного мяча ни в основное, ни в дополнительное время. Победителя пришлось выявлять в серии пенальти, где вновь сильнее оказались аргентинцы, первый удар реализовал Лионель Месси. Финал турнира против сборной Германии был ознаменован в СМИ как матч лучшего игрока мира против лучшей команды мира, что являлось неким оммажем на финал чемпионата мира 1990 года с участием Диего Марадоны. В течение всего матча аргентинская сборная и сам Месси упустили несколько возможностей забить мяч, а вышедший на замену Марио Гётце забил гол в дополнительное время, в результате чего немецкая сборная выиграла чемпионат мира. Месси был признан лучшим игроком турнира. Однако выбор аргентинца в качестве лучшего игрока турнира вызвал удивление у некоторых специалистов, в частности у президента ФИФА Зеппа Блаттера и Диего Марадоны, который заявил, что Месси вручили награду в маркетинговых целях.
Ещё одним турниром, в финале которого сыграл Месси, стал Кубок Америки 2015, который проходил в Чили. Под руководством нового тренера Херардо Мартино Аргентина считалась одним из претендентов на победу в турнире. Первый матч с Парагваем закончился ничейным счётом 2:2, а Месси забил с пенальти. Этот мяч стал единственным голом Лионеля на турнире. После минимальной победы над сборной Уругвая Месси провёл свой 100-й матч за сборную в поединке с Ямайкой, который аргентинцы также выиграли. Он стал пятым аргентинцем, достигшим отметки в 100 матчей за основную национальную сборную. На турнире Месси проявил себя как настоящий лидер команды, превратившись из «символического капитана» в человека, ведущего команду за собой. В четвертьфинальном матче со сборной Колумбии аргентинцы после нулевой ничьей в основном и дополнительном времени смогли победить по итогу серии пенальти, Месси реализовал свой удар. В полуфинале со сборной Парагвая (6:1) Месси отличился как плеймейкер, сделав три голевые передачи.

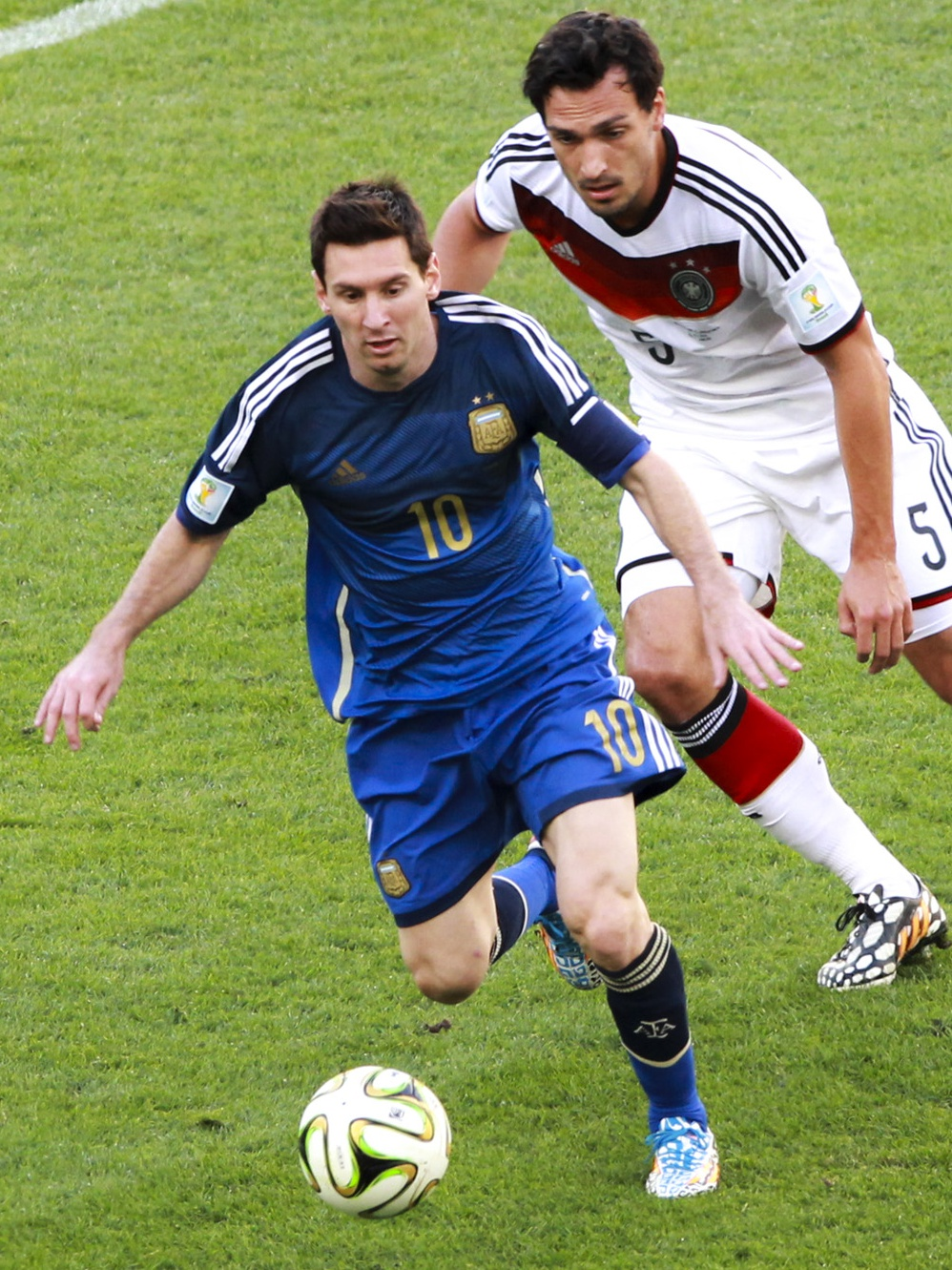
Лионель Месси обходит Матса Хуммельса в финале ЧМ-2014

В финале турнира против сборной Чили основное и дополнительное время вновь не увенчались забитыми мячами, а в серии пенальти победу со счётом 4:1 одержали чилийцы. Столкнувшись с агрессией со стороны игроков соперника, Месси провёл невыразительный матч, однако он стал единственным аргентинцем, успешно реализовавшим пенальти. По сообщениям СМИ, Лионель был признан лучшим игроком турнира, однако он отказался от этой награды, из-за чего она официально не была вручена никому. Продолжавшиеся неудачи на уровне сборной вызвали резкую критику в адрес Месси.

#### Очередной проигрыш в финале и уход из сборной
Участие Месси во внеочередном турнире южноамериканского Кубка изначально было поставлено под сомнение, так как в конце мая 2016 года он получил травму в товарищеском матче против сборной Гондураса. В стартовом матче турнира против сборной Чили из-за опасений по поводу физической формы Месси остался на скамейке запасных, аргентинская сборная же одержала победу со счётом 2:1. Во втором матче группового этапа против Панамы Лионель появился на поле во втором тайме, заменив Аугусто Фернандеса, и впоследствии сделал хет-трик, благодаря чему Аргентина победила 5:0 и обеспечила себе место в плей-офф. 18 июня в четвертьфинальном матче Кубка Америки против сборной Венесуэлы Месси вновь забил, что позволило ему сравняться с рекордом Габриэля Батистуты по количеству голов за сборную в официальных матчах (54), а аргентинцы выиграли со счётом 4:1. Три дня спустя он побил этот рекорд, забив ещё один мяч в ворота сборной США, Аргентина же смогла одержать победу со счётом 4:0 и во второй раз подряд выйти в финал.
Раздражает ли меня, что рекорд забрал Месси? Немного, да. Однако я, по крайней мере, второй после инопланетянина.
26 июня, по аналогии с прошлогодним финалом, Аргентина вновь проиграла сборной Чили по результатам серии пенальти после безголевого окончания основного и дополнительного времени, в результате чего Месси потерпел третье поражение подряд (и четвёртое за всю карьеру) в финале крупного турнира. После этого разочарованный Месси, не реализовавший свой удар в серии пенальти, объявил об уходе из команды. Он стал вторым по результативности на турнире после Эдуардо Варгаса, а также попал в символическую сборную.
После заявления Месси об уходе в Аргентине началась кампания, направленная на его возвращение в сборную. Когда команда приземлилась в Буэнос-Айресе, болельщики приветствовали игроков с табличками, на которых были размещены надписи «Не уходи, Лео». Президент Аргентины Маурисио Макри также призвал Месси не уходить, заявив: «Нам повезло, это одна из радостей жизни, это дар от Бога — иметь лучшего игрока в мире в такой футбольной стране, как наша». Глава правительства Буэнос-Айреса Орасио Родригес Ларрета открыл памятник Месси в городе, чтобы убедить его пересмотреть решение об уходе из команды. Помимо этого, различные просьбы о возвращении в сборную от болельщиков публиковались и в социальных сетях. Около 50 тысяч человек пришли к обелиску Буэнос-Айреса 2 июля с похожими лозунгами.

#### Возвращение в команду и ЧМ-2018
Через неделю после того, как Месси объявил об уходе из команды, аргентинская газета La Nación сообщила, что он рассматривает возможность вернуться в сборную. 12 августа стало известно, что Лионель вернётся в сборную. Он был включён в состав на предстоящие отборочные матчи чемпионата мира. 1 сентября 2016 года, в своей первой игре после возвращения, Месси забил победный и единственный мяч в матче против Уругвая, чем принёс своей команде победу.
В ночь перед финалом мою голову посетило множество различных мыслей, я серьёзно раздумывал об уходе, однако моя любовь к стране и этой футболке слишком велика.
28 марта 2017 года Месси был дисквалифицирован на четыре матча за оскорбление помощника судьи в игре против Чили 23 марта. Также он был оштрафован. После обжалования 5 мая ФИФА отменила дисквалификацию и штраф. Перед последним матчем отбора Аргентина рисковала впервые с 1970 года не попасть на чемпионат мира, однако Месси в этой игре сделал хет-трик и позволил своей команде обыграть Эквадор со счётом 3:1 и квалифицироваться на турнир.
Вслед за неубедительно проведённой квалификационной частью турнира ожидания от финальной части ЧМ-2018 были невысокими: в марте команда без травмированного Месси проиграла сборной Испании со счётом 1:6. Первый матч против сборной Исландии аргентинцы сыграли вничью 1:1. Во второй игре сборная Аргентины потерпела поражение 0:3 от Хорватии. После той игры тренер сборной Аргентины Хорхе Сампаоли заявил, что Месси окружает некачественная команда. Игрок хорватской сборной Лука Модрич также отметил: «Месси — невероятный игрок, но он не может делать всё в одиночку».

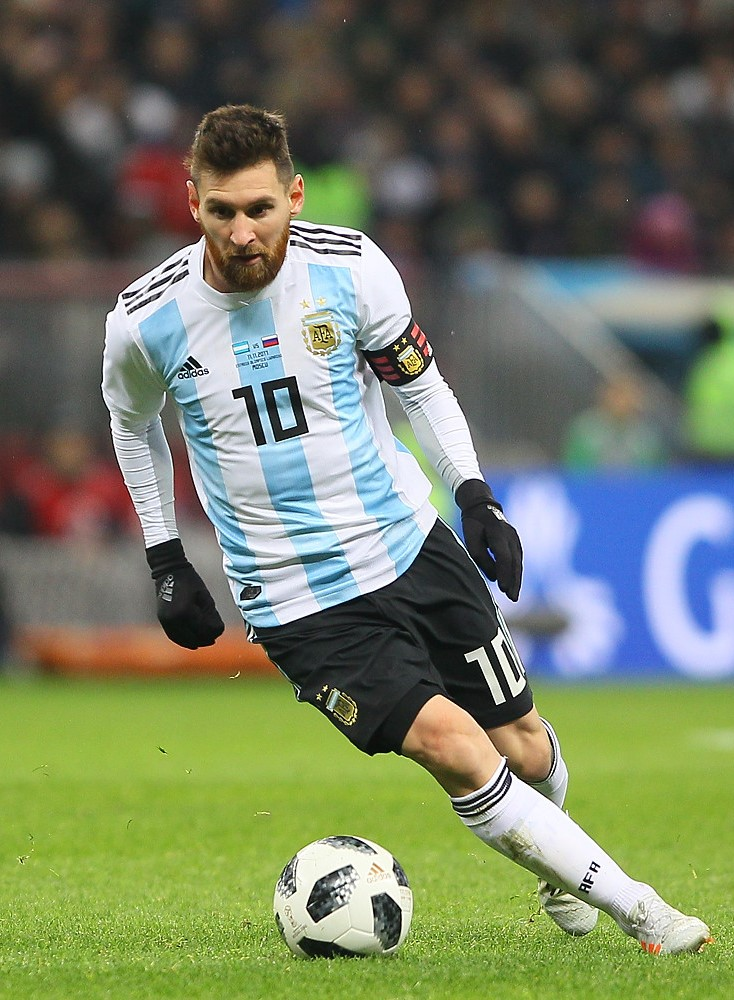
Лионель Месси в товарищеском матче со сборной России, 2017 год

В третьем матче группового этапа против Нигерии на стадионе в Санкт-Петербурге Месси забил первый гол своей команды, он стал третьим аргентинцем после Марадоны и Батистуты, который забивал на трёх разных чемпионатах мира. Благодаря голу Маркоса Рохо Аргентина победила в этом матче и вышла в раунд плей-офф, заняв второе место в своей группе после Хорватии.
В матче 1/8 финала против будущего победителя турнира — сборной Франции Месси отдал две голевые передачи, однако аргентинцы проиграли со счётом 3:4 и завершили своё выступление на турнире. Лионель Месси стал единственным игроком, который отдавал голевые передачи на последних четырёх чемпионатах мира, а также вторым после Марадоны отдал две голевые передачи в одной игре чемпионата мира.
После турнира Месси заявил, что не будет участвовать в товарищеских матчах Аргентины против Гватемалы и Колумбии в сентябре 2018 года, а также сообщил, что, вероятно, не будет выступать за сборную до конца года.
В марте 2019 года аргентинец был вновь вызван в сборную на товарищеские матчи против Венесуэлы и Марокко.

#### Рекорд по матчам за сборную и победа на Кубке Америки 2021
21 мая 2019 года главный тренер сборной Лионель Скалони включил Месси в состав сборной Аргентины на Кубок Америки 2019 года. Во втором матче группового этапа против Парагвая Месси забил гол с пенальти, что позволило завершить матч со счётом 1:1. После победного для аргентинцев матча 1/4 финала против сборной Венесуэлы Месси был раскритикован СМИ. Впоследствии он и сам заявил, что показал на турнире неудовлетворительную игру, а также пожаловался на низкое качество игровых полей. После поражения Аргентины от сборной Бразилии в полуфинале Месси раскритиковал судейские решения во время этого матча. В матче за третье место против Чили 6 июля Месси отдал голевую передачу на Серхио Агуэро, в результате аргентинцы выиграли и завоевали бронзовые медали, однако сам Месси был удалён вместе с Гари Меделем уже в первом тайме после стычки между игроками. После матча Месси пропустил церемонию награждения и в послематчевом интервью заявил, что его комментарии после полуфинала с Бразилией, возможно, поспособствовали удалению. Позже он извинился за свои слова, однако всё равно был оштрафован на 1500 долларов и получил дисквалификацию на один матч. 2 августа Месси был отстранён от участия в международных матчах на три месяца и был оштрафован на 50 тысяч долларов за комментарии в отношении решений судьи. Осенью 2020 года аргентинец провёл четыре матча в рамках отборочного турнира на ЧМ-2022, в этих матчах ему удалось забить один гол — с пенальти в ворота сборной Эквадора.
Летом 2021 года состоялся очередной Кубок Америки по футболу. Он должен был пройти в 2020, но из-за пандемии был перенесён на 2021. В финальном матче группового этапа Аргентина со счётом 4:1 одержала победу над Боливией, Месси отдал голевой пас Алехандро Гомесу, а позже сам оформил дубль. Это был его 148-й матч за сборную, таким образом он побил рекорд Хавьера Маскерано. 3 июля Месси отдал два голевых паса и забил со штрафного в четвертьфинальном матче с Эквадором (3:0). 10 июля сборная Аргентины переиграла в финале Бразилию со счётом 1:0. Таким образом Лионель Месси завоевал свой первый трофей с национальной сборной. Месси принял непосредственное участие в 9 из 12 голов Аргентины: забил четыре мяча и отдал пять передач. Он был признан лучшим игроком турнира, поделив этот титул с Неймаром. Он также стал лучшим бомбардиром турнира (совместно с Луисом Диасом из Колумбии).
9 сентября Месси сделал хет-трик в домашнем отборочном матче чемпионата мира 2022 года против Боливии (3:0), он стал лучшим бомбардиром сборных Южной Америки с результатом в 79 голов, превзойдя достижение Пеле. 1 июня 2022 года на турнире Финалиссима Месси отдал две голевые передачи, чем помог одержать победу над Италией со счётом 3:0, Лионель был признан лучшим игроком матча. 5 июня Месси забил все пять голов в товарищеском матче с Эстонией.

#### Победа на чемпионате мира 2022

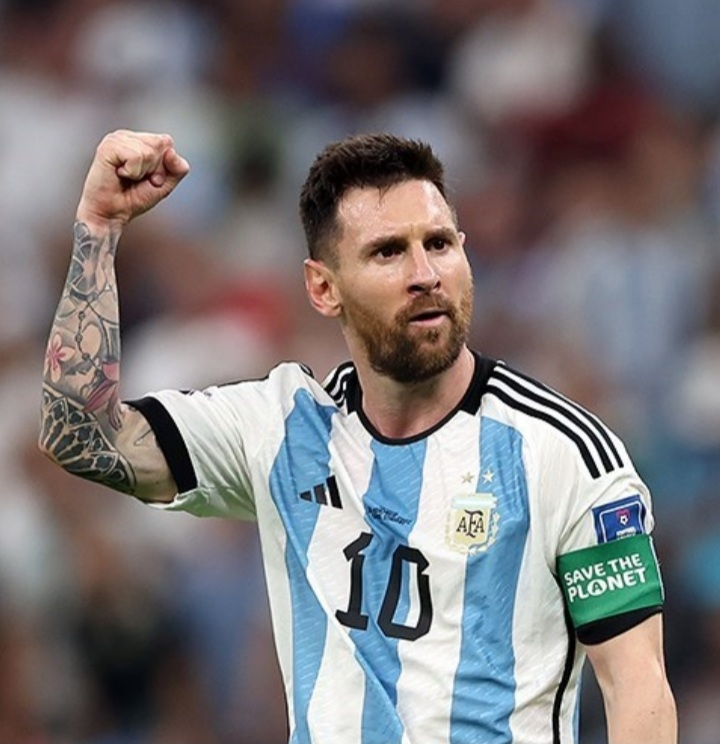
Месси в матче против сборной Мексики на чемпионате мира 2022 года

На чемпионате мира 2022 года в Катаре в первом матче открыл счёт в игре с Саудовской Аравией с пенальти, но аргентинцы пропустили дважды во втором тайме и неожиданно уступили 1:2, прервав свою 36-матчевую беспроигрышную серию. Во втором матче против команды Мексики Месси открыл счёт дальним ударом, а затем отдал голевую передачу на Энцо Фернандеса (2:0). В последнем матче группового этапа, несмотря на не забитый пенальти Месси, Аргентина обыграла Польшу 2:0 и вышла в плей-офф с первого места в группе.
В 1/8 финала Лионель Месси открыл счёт в игре с Австралией, впервые в карьере забив мяч в матче плей-офф чемпионата мира. В итоге Аргентина победила 2:1 и вышла в четвертьфинал. Этот матч стал 1000-м в карьере Месси на профессиональном уровне. В четвертьфинале против Нидерландов отдал голевую передачу и реализовал пенальти, а также получил жёлтую карточку. Матч закончился вничью со счётом 2:2, Аргентина победила в серии послематчевых пенальти, в которой Месси реализовал свой удар. В полуфинале против Хорватии аргентинцы победили со счётом 3:0. Месси открыл счёт ударом с пенальти, а во втором тайме после сольного прохода с центра поля отдал голевую передачу на Хулиана Альвареса.
В финальном матче против сборной Франции в первом тайме Месси открыл счёт с пенальти, назначенном за фол на Анхеле Ди Марии. Основное время завершилось со счётом 2:2, в начале второго дополнительного тайма Месси вывел Аргентину вперёд, добив мяч в ворота с двух метров после удара Лаутаро Мартинеса (это был 100-й мяч в карьере Месси, забитый правой ногой), однако Килиан Мбаппе успел сравнять счёт с пенальти, забив свой третий мяч в игре (3:3). В серии послематчевых пенальти Месси бил первым у аргентинцев и реализовал свой удар (он стал вторым в истории футболистом, забившим три пенальти в послематчевых сериях на чемпионатах мира), в итоге аргентинцы выиграли серию со счётом 4:2 и стали трёхкратными чемпионами мира. Всего на чемпионате мира 2022 года Месси забил 7 мячей (4 — с пенальти), сделал 3 голевые передачи, 5 раз в 7 играх (включая финал) был признан лучшим игроком матча, а также был признан лучшим игроком турнира в целом (второй раз на чемпионате мира после 2014 года).

#### 100-й мяч за сборную и победа на Кубке Америки 2024
В марте 2023 года Месси был вызван в сборную на товарищеские матчи против сборных Панамы и Кюрасао. 23 марта в игре против панамцев он забил со штрафного свой 99-й мяч за сборную и помог команде победить со счётом 2:0. 28 марта сделал хет-трик в ворота сборной Кюрасао, первый мяч стал для Лионеля 100-м голом за сборную, в том матче аргентинцы победили с разгромным счётом 7:0. 8 сентября в отборочном матче чемпионата мира против сборной Эквадора Месси забил 65-й мяч со штрафного, сравнявшись с Дэвидом Бекхэмом (1:0). 17 октября сделал дубль в гостевом матче против сборной Перу и помог команде победить 2:0, тем самым Месси обогнал Луиса Суареса по количеству забитых мячей в отборочных матчах чемпионата мира. 14 июня 2024 года сделал дубль в ворота сборной Гватемалы (4:1), сравнявшись с Али Даеи по количеству голов за сборную, забив 108 мячей.
15 июня Месси вошёл в финальную заявку сборной Аргентины на Кубок Америки в США. 20 июня в матче-открытия турнира против сборной Канады отдал голевую передачу на Лаутаро Мартинеса и помог аргентинцам победить 2:0. 4 июля в четвертьфинальном матче против сборной Эквадора, основное время закончилось ничьей 1:1, в серии пенальти Месси не смог реализовать свой удар, но его команда выиграла со счётом 4:2. В полуфинале против сборной Канады Месси забил свой первый мяч на турнире, а его сборная победила со счётом 2:0. В том матче Лионель забил свой 109-й мяч за сборную. 14 июля 2024 года в финальном матче против Колумбии Месси вышел в стартовом составе в качестве капитана, но на 66-й минуте получил травму лодыжки и был заменён на Николаса Гонсалеса, а на 112-й минуте Лаутаро Мартинес забил гол, что позволило Аргентине победить со счётом 1:0.

## Характеристика игрока

### Стиль игры
Благодаря невысокому росту у Месси более низкий центр тяжести, чем у более высоких игроков, что придаёт ему большую манёвренность, позволяя быстрее менять направление и уклоняться от противников. Короткие ноги позволяют аргентинцу молниеносно ускоряться, а также сохранять контроль мяча при дриблинге на скорости. Несмотря на то, что аргентинец в течение карьеры улучшил игру своей более слабой правой ногой, он остаётся преимущественно левоногим игроком.

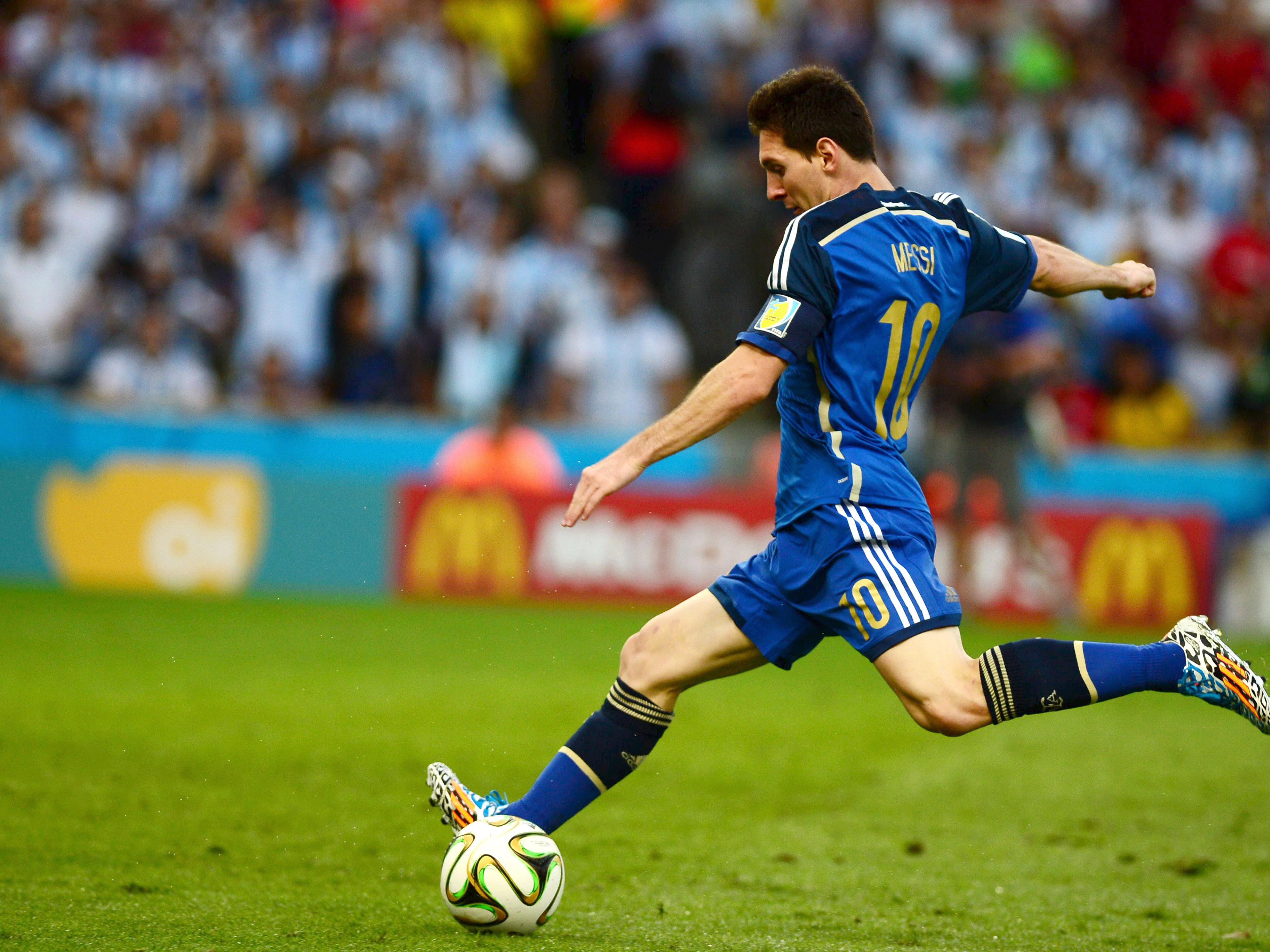
Месси бьёт по мячу своей «рабочей» левой ногой

Месси — результативный бомбардир, известный своими точными ударами, выбором позиции, быстрой реакцией и способностью прорывать оборонительную линию соперника. Однако он может играть и в роли плеймейкера, благодаря своему видению поля. Аргентинец способен создавать моменты для своей команды в самых неожиданных ситуациях. Он является основным исполнителем пенальти и штрафных ударов как в клубе, так и в сборной, однако в последние годы стал менее результативен при исполнении пенальти. Признаётся одним из лучших исполнителей штрафных ударов во всём мире. Скорость и технические навыки Месси позволяют ему легко обходить противников. Помимо индивидуальных качеств, Месси также работает и с партнёрами по команде, разыгрывая с ними различные комбинации, в частности он делал это с Хави и Андресом Иньестой. Являясь универсальным игроком, он способен атаковать как на флангах, так в центре поля. После дебюта в основной команде главный тренер команды Франк Райкард стал использовать Месси преимущественно на правом фланге — с этой позиции ему было легче наносить удары по воротам левой ногой. При Гвардиоле и последующих менеджерах он стал играть роль «ложной девятки». Под руководством Луиса Энрике и после покупки «сине-гранатовыми» Луиса Суареса Месси вернулся к игре на правом фланге. При Эрнесто Вальверде Месси был задействован в разных ролях, и в глубине поля, и на правом фланге, и как «ложная девятка», а также в качестве атакующего полузащитника в схеме 4-2-3-1 и в качестве второго нападающего в схеме 4-4-2. C возрастом количество обводок от Месси постепенно уменьшалось, он начал диктовать игру на более глубоких участках поля и превратился в одного из лучших распасовщиков и плеймейкеров в истории футбола. Темп его игры без мяча и обязанности при оборонительных действиях команды также уменьшались с течением времени, это позволяло аргентинцу сохранить силы для участия в атаках команды и избежать риска получения мышечных травм. Травмы преследовали Месси в начале карьеры, однако благодаря подобному стилю игры, а также более строгой диете, режиму тренировок и сна ему удалось снизить их количество.

### Имидж

Баннер от аргентинских болельщиков с лицом Лионеля Месси на ЧМ-2018

Лионель Месси с ранних лет получил широкую известность как один из лучших игроков в мире. Марадона считал Месси лучшим игроком в мире наряду с Роналдиньо уже в 18 лет, а сам бразилец заявлял, что не является лучшим даже в самой «Барселоне», относя это звание к Месси. После того как Месси выиграл свой первый «Золотой мяч», многие люди стали считать аргентинца не только одним из лучших игроков современности, но и всей истории в целом. Одним из первых сторонников подобного мнения был на тот момент главный тренер «сине-гранатовых» Пеп Гвардиола, который за несколько месяцев до получения этой награды назвал Месси лучшим игроком, которого он когда-либо видел. В последующие годы похожие мысли высказывали и другие тренеры, журналисты и футболисты. Однако неудачи Месси в составе аргентинской национальной сборной являлись аргументом от критиков в пользу того, что он не является лучшим футболистом в истории.
На протяжении всей карьеры Лионеля Месси сравнивали с его соотечественником Диего Марадоной из-за похожей манеры игры. Изначально он был лишь одним из многих молодых аргентинских игроков, включая кумира его детства Пабло Аймара, которые получали прозвище «новый Марадона», однако в течение своей карьеры Месси смог доказать, что является лучшим аргентинским игроком со времён Марадоны. В аргентинском обществе Месси, как правило, менее популярен, чем Марадона, что объясняется не только его неудачами в национальной команде, но и различиями в характере. Месси в некотором смысле является противоположностью своего предшественника: Марадона был вызывающим и противоречивым персонажем, в то время как Месси сдержан и скромен, ничем не примечателен вне футбола. Несмотря на то, что Месси живёт в Испании с 13 лет, он однажды сказал: «Аргентина — это моя страна, моя семья. Я бы обменял все свои рекорды на то, чтобы сделать людей в моей стране счастливыми».

## Статистика выступлений

### Обзор карьеры
| Команда            | Период           | Официальные матчи | Официальные матчи | Неофициальные матчи | Неофициальные матчи | Итого | Итого |
| Команда            | Период           | Игры              | Голы              | Игры                | Голы                | Игры  | Голы  |
| ------------------ | ---------------- | ----------------- | ----------------- | ------------------- | ------------------- | ----- | ----- |
| Барселона          | 2003—2021        | 778               | 672               | 57                  | 37                  | 835   | 709   |
| Барселона B        | 2004—2005        | 22                | 6                 | 0                   | 0                   | 22    | 6     |
| Барселона C        | 2003—2004        | 10                | 5                 | 0                   | 0                   | 10    | 5     |
| Пари Сен-Жермен    | 2021—2023        | 75                | 32                | 5                   | 3                   | 80    | 35    |
| Интер Майами       | 2023—н. в.       | 71                | 59                | 12                  | 3                   | 83    | 62    |
| Аргентина          | 2005—н. в.       | 193               | 112               | 1                   | 0                   | 194   | 112   |
| Аргентина (до 20)  | 2004—2005        | 18                | 14                | 0                   | 0                   | 18    | 14    |
| Аргентина (олимп.) | 2008             | 5                 | 2                 | 1                   | 0                   | 6     | 2     |
| Прочие             | 2008—2023        | -                 | -                 | 16                  | 27                  | 16    | 27    |
| Всего за карьеру   | Всего за карьеру | 1172              | 902               | 92                  | 70                  | 1264  | 972   |

### Клубная карьера
| Клуб                    | Сезон            | Лига | Лига | Кубки | Кубки | Еврокубки / Кубки КОНКАКАФ | Еврокубки / Кубки КОНКАКАФ | Прочие | Прочие | Итого | Итого | Товарищеские матчи | Товарищеские матчи | Всего | Всего |
| Клуб                    | Сезон            | Игры | Голы | Игры  | Голы  | Игры                       | Голы                       | Игры   | Голы   | Игры  | Голы  | Игры               | Голы               | Игры  | Голы  |
| ----------------------- | ---------------- | ---- | ---- | ----- | ----- | -------------------------- | -------------------------- | ------ | ------ | ----- | ----- | ------------------ | ------------------ | ----- | ----- |
| Барселона C (фарм-клуб) | 2003/04          | 10   | 5    | -     | -     | -                          | -                          | 0      | 0      | 10    | 5     | 0                  | 0                  | 10    | 5     |
| Барселона C (фарм-клуб) | Итого            | 10   | 5    | 0     | 0     | 0                          | 0                          | 0      | 0      | 10    | 5     | 0                  | 0                  | 10    | 5     |
| Барселона B (фарм-клуб) | 2003/04          | 5    | 0    | -     | -     | -                          | -                          | 0      | 0      | 5     | 0     | 0                  | 0                  | 5     | 0     |
| Барселона B (фарм-клуб) | 2004/05          | 17   | 6    | -     | -     | -                          | -                          | 0      | 0      | 17    | 6     | 0                  | 0                  | 17    | 6     |
| Барселона B (фарм-клуб) | Итого            | 22   | 6    | 0     | 0     | 0                          | 0                          | 0      | 0      | 22    | 6     | 0                  | 0                  | 22    | 6     |
| Барселона               | 2003/04          | -    | -    | -     | -     | -                          | -                          | -      | -      | 0     | 0     | 2                  | 0                  | 2     | 0     |
| Барселона               | 2004/05          | 7    | 1    | 1     | 0     | 1                          | 0                          | 0      | 0      | 9     | 1     | 8                  | 3                  | 17    | 4     |
| Барселона               | 2005/06          | 17   | 6    | 2     | 1     | 6                          | 1                          | 0      | 0      | 25    | 8     | 4                  | 2                  | 29    | 10    |
| Барселона               | 2006/07          | 26   | 14   | 2     | 2     | 5                          | 1                          | 3      | 0      | 36    | 17    | 4                  | 1                  | 40    | 18    |
| Барселона               | 2007/08          | 28   | 10   | 3     | 0     | 9                          | 6                          | 0      | 0      | 40    | 16    | 2                  | 1                  | 42    | 17    |
| Барселона               | 2008/09          | 31   | 23   | 8     | 6     | 12                         | 9                          | 0      | 0      | 51    | 38    | 3                  | 4                  | 54    | 42    |
| Барселона               | 2009/10          | 35   | 34   | 3     | 1     | 11                         | 8                          | 4      | 4      | 53    | 47    | 5                  | 2                  | 58    | 49    |
| Барселона               | 2010/11          | 33   | 31   | 7     | 7     | 13                         | 12                         | 2      | 3      | 55    | 53    | 3                  | 2                  | 58    | 55    |
| Барселона               | 2011/12          | 37   | 50   | 7     | 3     | 11                         | 14                         | 5      | 6      | 60    | 73    | 1                  | 2                  | 61    | 75    |
| Барселона               | 2012/13          | 32   | 46   | 5     | 4     | 11                         | 8                          | 2      | 2      | 50    | 60    | 4                  | 5                  | 54    | 65    |
| Барселона               | 2013/14          | 31   | 28   | 6     | 5     | 7                          | 8                          | 2      | 0      | 46    | 41    | 5                  | 5                  | 51    | 46    |
| Барселона               | 2014/15          | 38   | 43   | 6     | 5     | 13                         | 10                         | 0      | 0      | 57    | 58    | 1                  | 1                  | 58    | 59    |
| Барселона               | 2015/16          | 33   | 26   | 5     | 5     | 7                          | 6                          | 4      | 4      | 49    | 41    | 1                  | 1                  | 50    | 42    |
| Барселона               | 2016/17          | 34   | 37   | 7     | 5     | 9                          | 11                         | 2      | 1      | 52    | 54    | 5                  | 3                  | 57    | 57    |
| Барселона               | 2017/18          | 36   | 34   | 6     | 4     | 10                         | 6                          | 2      | 1      | 54    | 45    | 5                  | 2                  | 59    | 47    |
| Барселона               | 2018/19          | 34   | 36   | 5     | 3     | 10                         | 12                         | 1      | 0      | 50    | 51    | 1                  | 1                  | 51    | 52    |
| Барселона               | 2019/20          | 33   | 25   | 2     | 2     | 8                          | 3                          | 1      | 1      | 44    | 31    | 0                  | 0                  | 44    | 31    |
| Барселона               | 2020/21          | 35   | 30   | 5     | 3     | 6                          | 5                          | 1      | 0      | 47    | 38    | 3                  | 2                  | 50    | 40    |
| Барселона               | Итого            | 520  | 474  | 80    | 56    | 149                        | 120                        | 29     | 22     | 778   | 672   | 57                 | 37                 | 835   | 709   |
| Пари Сен-Жермен         | 2021/22          | 26   | 6    | 1     | 0     | 7                          | 5                          | 0      | 0      | 34    | 11    | 0                  | 0                  | 34    | 11    |
| Пари Сен-Жермен         | 2022/23          | 32   | 16   | 1     | 0     | 7                          | 4                          | 1      | 1      | 41    | 21    | 5                  | 3                  | 46    | 24    |
| Пари Сен-Жермен         | Итого            | 58   | 22   | 2     | 0     | 14                         | 9                          | 1      | 1      | 75    | 32    | 5                  | 3                  | 80    | 35    |
| Интер Майами            | 2023             | 6    | 1    | 1     | 0     | 0                          | 0                          | 7      | 10     | 14    | 11    | 1                  | 0                  | 15    | 11    |
| Интер Майами            | 2024             | 22   | 21   | 0     | 0     | 3                          | 2                          | 0      | 0      | 25    | 23    | 6                  | 1                  | 31    | 24    |
| Интер Майами            | 2025             | 19   | 19   | 0     | 0     | 7                          | 5                          | 6      | 1      | 32    | 25    | 5                  | 2                  | 37    | 27    |
| Интер Майами            | Итого            | 47   | 41   | 1     | 0     | 10                         | 7                          | 13     | 11     | 71    | 59    | 12                 | 3                  | 83    | 62    |
| Всего за карьеру        | Всего за карьеру | 657  | 548  | 83    | 56    | 173                        | 136                        | 43     | 34     | 956   | 774   | 74                 | 43                 | 1030  | 817   |

### Выступления за сборную
| Сборная          | Год              | Отборочные матчи ЧМ | Отборочные матчи ЧМ | Финальные матчи ЧМ | Финальные матчи ЧМ | Кубок Америки | Кубок Америки | Финалиссима | Финалиссима | Товарищеские матчи | Товарищеские матчи | Итого | Итого |
| Сборная          | Год              | Игры                | Голы                | Игры               | Голы               | Игры          | Голы          | Игры        | Голы        | Игры               | Голы               | Игры  | Голы  |
| ---------------- | ---------------- | ------------------- | ------------------- | ------------------ | ------------------ | ------------- | ------------- | ----------- | ----------- | ------------------ | ------------------ | ----- | ----- |
| Аргентина        | 2005             | 3                   | 0                   | -                  | -                  | -             | -             | -           | -           | 2                  | 0                  | 5     | 0     |
| Аргентина        | 2006             | -                   | -                   | 3                  | 1                  | -             | -             | -           | -           | 4                  | 1                  | 7     | 2     |
| Аргентина        | 2007             | 4                   | 2                   | -                  | -                  | 6             | 2             | -           | -           | 4                  | 2                  | 14    | 6     |
| Аргентина        | 2008             | 6                   | 1                   | -                  | -                  | -             | -             | -           | -           | 2                  | 1                  | 8     | 2     |
| Аргентина        | 2009             | 8                   | 1                   | -                  | -                  | -             | -             | -           | -           | 2                  | 2                  | 10    | 3     |
| Аргентина        | 2010             | -                   | -                   | 5                  | 0                  | -             | -             | -           | -           | 5                  | 2                  | 10    | 2     |
| Аргентина        | 2011             | 4                   | 2                   | -                  | -                  | 4             | 0             | -           | -           | 5                  | 2                  | 13    | 4     |
| Аргентина        | 2012             | 5                   | 5                   | -                  | -                  | -             | -             | -           | -           | 4                  | 7                  | 9     | 12    |
| Аргентина        | 2013             | 5                   | 3                   | -                  | -                  | -             | -             | -           | -           | 2                  | 3                  | 7     | 6     |
| Аргентина        | 2014             | -                   | -                   | 7                  | 4                  | -             | -             | -           | -           | 7                  | 4                  | 14    | 8     |
| Аргентина        | 2015             | -                   | -                   | -                  | -                  | 6             | 1             | -           | -           | 2                  | 3                  | 8     | 4     |
| Аргентина        | 2016             | 5                   | 3                   | -                  | -                  | 5             | 5             | -           | -           | 1                  | 0                  | 11    | 8     |
| Аргентина        | 2017             | 5                   | 4                   | -                  | -                  | -             | -             | -           | -           | 2                  | 0                  | 7     | 4     |
| Аргентина        | 2018             | -                   | -                   | 4                  | 1                  | -             | -             | -           | -           | 1                  | 3                  | 5     | 4     |
| Аргентина        | 2019             | -                   | -                   | -                  | -                  | 6             | 1             | -           | -           | 4                  | 4                  | 10    | 5     |
| Аргентина        | 2020             | 4                   | 1                   | -                  | -                  | -             | -             | -           | -           | 0                  | 0                  | 4     | 1     |
| Аргентина        | 2021             | 9                   | 5                   | -                  | -                  | 7             | 4             | -           | -           | 0                  | 0                  | 16    | 9     |
| Аргентина        | 2022             | 2                   | 1                   | 7                  | 7                  | -             | -             | 1           | 0           | 4                  | 10                 | 14    | 18    |
| Аргентина        | 2023             | 5                   | 3                   | -                  | -                  | -             | -             | -           | -           | 3                  | 5                  | 8     | 8     |
| Аргентина        | 2024             | 4                   | 3                   | -                  | -                  | 5             | 1             | -           | -           | 2                  | 2                  | 11    | 6     |
| Аргентина        | 2025             | 2                   | 0                   | -                  | -                  | -             | -             | -           | -           | 0                  | 0                  | 2     | 0     |
| Всего за карьеру | Всего за карьеру | 71                  | 34                  | 26                 | 13                 | 39            | 14            | 1           | 0           | 56                 | 51                 | 193   | 112   |

## Достижения

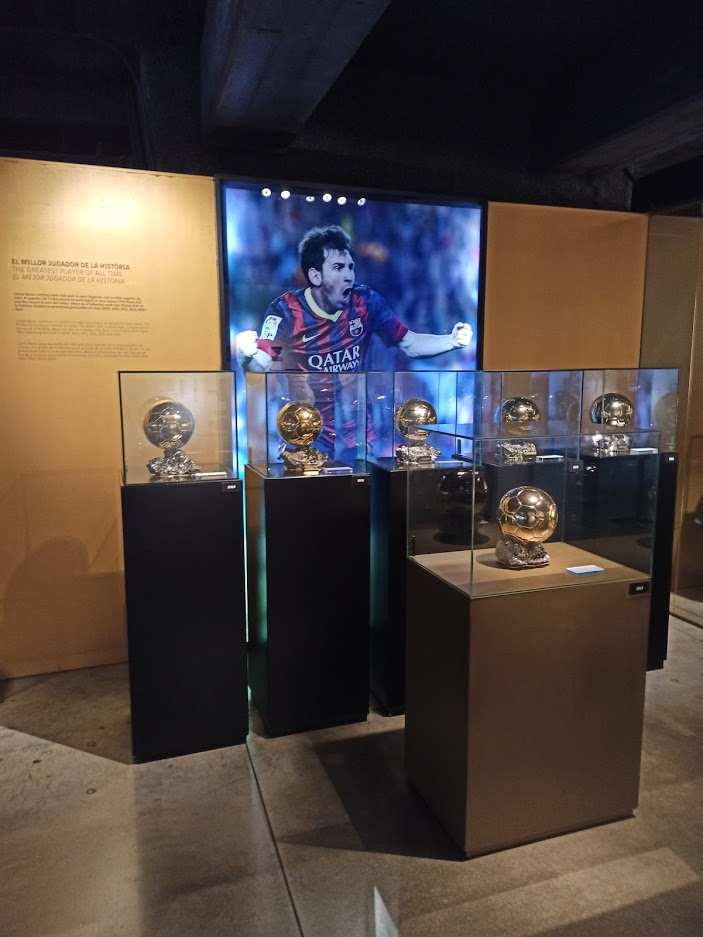
«Золотые мячи», полученные Лионелем Месси за карьеру

### Командные
«Барселона»
- Чемпион Испании (10): 2004/05, 2005/06, 2008/09, 2009/10, 2010/11, 2012/13, 2014/15, 2015/16, 2017/18, 2018/19
- Обладатель Кубка Испании (7): 2008/09, 2011/12, 2014/15, 2015/16, 2016/17, 2017/18, 2020/21
- Обладатель Суперкубка Испании (8): 2005, 2006, 2009, 2010, 2011, 2013, 2016, 2018
- Победитель Лиги чемпионов (4): 2005/06, 2008/09, 2010/11, 2014/15
- Обладатель Суперкубка УЕФА (3): 2009, 2011, 2015
- Победитель Клубного чемпионата мира (3): 2009, 2011, 2015

«Пари Сен-Жермен»
- Чемпион Франции (2): 2021/22, 2022/23
- Обладатель Суперкубка Франции: 2022

«Интер Майами»
- Победитель регулярного чемпионата MLS: 2024
- Обладатель Кубка лиг: 2023

Сборная Аргентины
- Чемпион мира: 2022
- Обладатель Кубка Америки (2): 2021, 2024
- Победитель Финалиссимы: 2022
- Олимпийский чемпион: 2008
- Серебряный призёр чемпионата мира: 2014
- Серебряный призёр Кубка Америки (3): 2007, 2015, 2016
- Бронзовый призёр Кубка Америки: 2019
- Победитель молодёжного чемпионата мира: 2005

### Личные
- Обладатель «Золотого мяча» по версии France Football (4): 2009, 2019, 2021, 2023
- Обладатель «Золотого мяча ФИФА» (4): 2010, 2011, 2012, 2015
- Игрок года ФИФА: 2009
- Обладатель награды The Best FIFA Men’s Player (3): 2019, 2022, 2023
- Лучший спортсмен года по версии Laureus World Sports Awards (2): 2020[h], 2023
- Обладатель Приза лучшему футболисту года в Европе (2): 2011[92], 2015[148]
- Лучший игрок чемпионата мира (2): 2014, 2022
- Лучший бомбардир молодёжного чемпионата мира 2005 (6 мячей)[340]
- Лучший игрок молодёжного чемпионата мира 2005[340]
- Обладатель награды «Golden Boy»: 2005[496]
- Лучший игрок года в Аргентине (16): 2005, 2007, 2008, 2009, 2010, 2011, 2012, 2013, 2015, 2016, 2017, 2019, 2020, 2021, 2022, 2023
- Лучший молодой игрок мира по версии FIFPro (3): 2006, 2007, 2008
- Лучший игрок мира по версии World Soccer (6): 2009[497], 2011[498], 2012[499], 2015[500], 2019[501], 2022
- Лучший молодой футболист Кубка Америки: 2007
- Обладатель трофея Браво: 2007
- Обладатель премии «Дон Балон» (3): 2007, 2009, 2010
- Обладатель трофея ЭФЭ (5): 2006/07, 2008/09, 2009/10, 2010/11, 2011/12
- Обладатель Приза ди Стефано как лучший игрок чемпионата Испании (7): 2008/09, 2009/10, 2010/11, 2014/15, 2016/17, 2017/18, 2018/19
- Входит в состав символической сборной Кубка Америки (6): 2007[502], 2011[503], 2015[504], 2016[399], 2021[505], 2024[506]
- Входит в состав символической сборной Аргентины всех времён по версии аргентинской футбольной ассоциации[507]
- Входит в состав символической сборной Европы по версии ESM (15): 2005/06, 2007/08, 2008/09, 2009/10, 2010/11, 2011/12, 2012/13, 2014/15, 2015/16, 2016/17, 2017/18, 2018/19, 2019/20, 2020/21, 2022/23
- Входит в состав символической сборной мира по версии FIFPro (17): 2007, 2008, 2009, 2010, 2011, 2012, 2013, 2014, 2015, 2016, 2017, 2018, 2019, 2020, 2021, 2022, 2023[508]
- Входит в состав символической сборной из лучших игроков года по версии УЕФА (12): 2008, 2009, 2010, 2011, 2012, 2014, 2015, 2016, 2017, 2018, 2019, 2020
- Входит в состав символической сборной чемпионата мира по версии ФИФА: 2014[381]
- Лучший игрок Финалиссимы: 2022
- Лучший игрок чемпионата Испании (9): 2008/09, 2009/10, 2010/11, 2011/12, 2012/13[509], 2014/15, 2017/18, 2018/19, 2019/20
- Лучший игрок месяца чемпионата Испании (8): январь 2016, апрель 2017, апрель 2018, сентябрь 2018, март 2019, ноябрь 2019, февраль 2020, февраль 2021
- Лучший нападающий чемпионата Испании (9): 2008/09, 2009/10, 2010/11, 2011/12, 2012/13[509], 2014/15, 2015/16, 2016/17, 2018/19
- Лучший бомбардир Лиги чемпионов (6): 2008/09 (9 мячей), 2009/10 (8 мячей), 2010/11 (12 мячей), 2011/12 (14 мячей), 2014/15 (10 мячей)[i], 2018/19 (12 мячей)
- Лучший игрок Клубного чемпионата мира (2): 2009, 2011[510]
- Лучший футболист Европы (Onze d’Or) (4): 2009, 2011, 2012, 2018
- Лучший игрок года по версии Globe Soccer Awards: 2015[511]
- Спортсмен года в Аргентине (4): 2011[98], 2021, 2022, 2023
- Спортсмен года по версии BBC: 2022
- Спортсмен года по версии L’Equipe (2): 2011, 2022
- Обладатель трофея Пичичи как лучший бомбардир чемпионата Испании (8): 2009/10, 2011/12, 2012/13, 2016/17, 2017/18, 2018/19, 2019/20, 2020/21
- Лучший бомбардир Кубка Испании (5): 2008/09, 2010/11[j], 2013/14, 2015/16[k], 2016/17
- Обладатель «Золотой бутсы» (6): 2010, 2012, 2013, 2017, 2018, 2019
- Обладатель приза IFFHS лучшему бомбардиру мира (2): 2011, 2012[512]
- Обладатель приза IFFHS лучшему бомбардиру национальных чемпионатов (3): 2012, 2013[512], 2017
- Обладатель приза IFFHS лучшему плеймейкеру года (5): 2015, 2016, 2017, 2019, 2022[513]
- Лучший игрок десятилетия по версии IFFHS (2011—2020)[514]
- Лучший плеймейкер десятилетия по версии IFFHS (2011—2020)[515]
- Лучший игрок Кубка лиг: 2023[516]
- Лучший бомбардир Кубка лиг: 2023[516]
- Игрок месяца в MLS (2): апрель 2024, октябрь 2024
- Премия Каталонии Крест Сант-Жорди: 2019[517]
- Президентская медаль Свободы: 2025[518][519][520]

## Рекорды
- Рекордсмен по количеству командных трофеев: 45
- Рекордсмен по количеству наград «Золотой мяч ФИФА»: 4[l]
- Рекордсмен по количеству наград «Золотая бутса»: 6
- Лучший бомбардир в истории сборной Аргентины: 112 голов[396][m]
- Рекордсмен сборной Аргентины по количеству сыгранных матчей: 189 матчей
- Лучший бомбардир в истории «Барселоны»: 672 гола[127][n]
- Рекордсмен по матчам за «Барселону»: 778[236][n]
- Лучший бомбардир в истории чемпионата Испании: 474 гола[134][n]
- Лучший бомбардир в истории Суперкубка Испании: 14 голов[522][o]
- Лучший бомбардир в истории Суперкубка УЕФА: 3 гола[p]
- Лучший бомбардир в истории «Эль-Класико»: 26 голов[524][q]
- Лучший бомбардир в истории каталонского дерби: 25 голов[136][r]
- Самый титулованный игрок в истории «Барселоны»: 35 титулов[526]
- Самый молодой игрок в истории сборной Аргентины, сыгравший на чемпионате мира (18 лет и 357 дней)[345]
- Самый молодой игрок в истории сборной Аргентины, который забивал гол на чемпионате мира (18 лет и 357 дней)[345]
- Самый молодой капитан в истории сборной Аргентины на чемпионате мира (22 года и 363 дня)[527]
- Самый молодой иностранец, забивавший в «Эль-Класико» (19 лет и 259 дней)[528]
- Самый молодой игрок в истории, забивший 50 голов в Лиге чемпионов УЕФА[529]
- Самый молодой игрок в истории, достигший отметки в 100 матчей в Лиге чемпионов УЕФА (28 лет и 84 дня)[151]
- Первый игрок в истории испанского футбола, забивший 600 и более голов в официальных матчах за один клуб
- Самый молодой игрок в истории, забивший 200 голов в чемпионате Испании (25 лет и 217 дней)[530]
- Первый игрок в истории чемпионата Испании, преодолевший отметку в 300 голов[115]
- Первый игрок в истории чемпионата Испании, преодолевший отметку в 400 голов[193]
- Первый игрок в истории Суперкубка Испании, который смог отличиться в семи розыгрышах турнира[531]
- Рекордсмен «Барселоны» по количеству голов в международных матчах на клубном уровне: 128[532][s]
- Рекордсмен «Барселоны» по количеству голов в еврокубках за всю историю: 123[532][s]
- Рекордсмен «Барселоны» по количеству голов в Лиге чемпионов УЕФА за всю историю: 120[532][s]
- Рекордсмен «Барселоны» по количеству голов во всех клубных турнирах за один календарный год: 79[533]
- Рекордсмен «Барселоны» по количеству голов во всех турнирах за один сезон: 73[t]
- Рекордсмен «Барселоны» по количеству хет-триков во всех соревнованиях: 48[532]
- Рекордсмен чемпионата Испании по количеству матчей среди легионеров: 520
- Рекордсмен чемпионата Испании по количеству клубов, в ворота которых удалось отметиться голом: 38[535]
- Рекордсмен чемпионата Испании по количеству голов, забитых на домашнем стадионе за всю историю: 277[n]
- Рекордсмен чемпионата Испании по количеству голов, забитых на выезде за всю историю: 197[n]
- Рекордсмен чемпионата Испании по количеству голов за сезон: 50[536]
- Рекордсмен чемпионата Испании по количеству матчей за один сезон, в которых удалось отметиться голом (38-матчевый сезон, 2012/13): 27[537]
- Рекордсмен чемпионата Испании по количеству хет-триков за сезон: 8[j][538]
- Рекордсмен чемпионата Испании по количеству хет-триков в «Эль-Класико»: 2[539]
- Рекордсмен чемпионата Испании по количеству дублей: 100[540][n]
- Рекордсмен чемпионата Испании по количеству хет-триков: 36[541][u]
- Первый игрок в истории чемпионата Испании, забивший голы всем командам подряд в течение одного сезона (2012/13)
- Рекордсмен Лиги чемпионов УЕФА по количеству голов в одном матче: 5[v]
- Рекордсмен Лиги чемпионов УЕФА по количеству хет-триков за карьеру: 8[543][j]
- Рекордсмен рейтинга «Золотой бутсы» по количеству очков: 100[544]
- Рекордсмен сборной Аргентины по количеству голов в южноамериканской квалификации к чемпионату мира: 28
- Рекордсмен сборной Аргентины по количеству голов на чемпионатах мира: 13
- Рекордсмен сборной Аргентины по количеству голов за один календарный год: 18[w]
- Рекордсмен по количеству матчей, сыгранных в финальной части чемпионатов мира: 26
- Наибольшее количество голов за национальную сборную среди футболистов из Южной Америки: 112[545]
- Наибольшее количество матчей за национальную сборную среди футболистов из Южной Америки: 193

## Личная жизнь
С 2008 года Месси состоит в отношениях с Антонеллой Рокуццо. Они вместе выросли в Росарио и знают друг друга с пяти лет, Рокуццо — двоюродная сестра лучшего друга детства Месси, Лукаса Скальи, который также был футболистом. 2 ноября 2012 года у Месси и Рокуццо родился сын Тьяго. Месси вытатуировал на левой голени имя первенца. 11 сентября 2015 года у пары родился второй сын — Матео. 10 марта 2018 года родился третий сын — Чиро. Долгое время Месси и Рокуццо жили в неформальном браке, официальная свадьба состоялась лишь 30 июня 2017 года в отеле Росарио через несколько дней после 30-летия Месси.

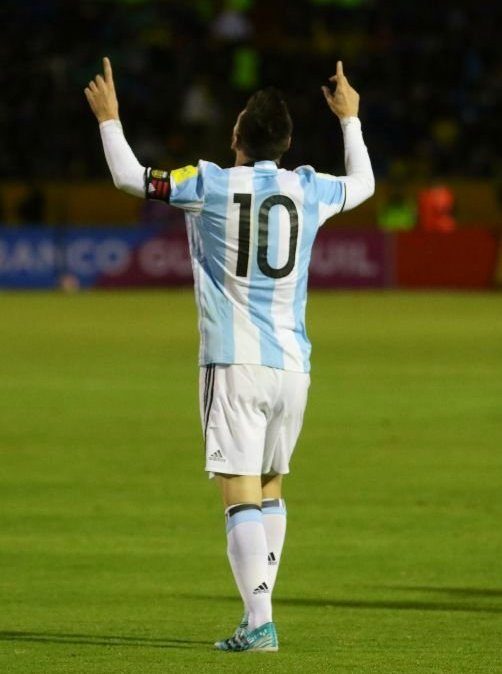
Обычно Месси празднует забитые мячи поднятием обеих рук вверх, указывая пальцами на небо. Он делает это в честь умершей бабушки, посвящая ей свои голы

В 2009 году Месси стал крёстным отцом сына Серхио Агуэро Бенхамина. По словам самого Месси, все его близкие друзья также футболисты. Помимо Лукаса Скальи, это защитник Леандро Бенитес и вратарь Хуан Крус Легисамон. Также Месси поддерживает связь со школьной подругой Синтией Арельяно. Он поддерживает тесные отношения со своими ближайшими родственниками, особенно со своей матерью Селией, лицо которой Месси вытатуировал на левом плече. Члены семьи также принимают участие и в карьере самого Месси: его отец, Хорхе, с 14 лет является агентом игрока, а его старший брат Родриго отвечает за распорядок дня и рекламу. Его мать и другой брат Матиас управляют благотворительной организацией Месси, а также ведут его дела в Росарио.

## Вне футбола

### Благотворительность
На протяжении всей своей карьеры Лионель Месси принимал участие в благотворительных мероприятиях, направленных на помощь детям, что отчасти объясняется трудностями, с которыми он сам столкнулся в детстве. С 2004 года Месси вкладывает деньги в Детский фонд Организации Объединённых Наций (ЮНИСЕФ). C марта 2010 года является послом доброй воли ЮНИСЕФ, в том же году он выполнил свою первую работу в этом амплуа — отправился на Гаити, чтобы привлечь внимание общественности к тяжёлому положению детей в стране после землетрясения. С тех пор Месси участвовал в кампаниях ЮНИСЕФ, направленных на профилактику ВИЧ, а также образование и социальную интеграцию детей-инвалидов. В 2012 году Месси полностью оплатил лечение 12-летнего марокканца, который хотел стать футболистом, но не мог этого сделать из-за дефицита гормона роста. В ноябре 2013 года Месси принял участие в рекламной кампании, направленной на повышение осведомлённости об уровне смертности среди детей из неблагополучных семей. В ноябре 2016 года Месси из личных средств выплатил зарплату трём сотрудникам службы безопасности национальной сборной Аргентины, которые не получали зарплату в течение шести месяцев.
Помимо работы с ЮНИСЕФ, Лионель основал в 2007 году и свою собственную благотворительную организацию — «Фонд Лео Месси», который помогает детям получить медицинскую помощь и образование. Месси основал фонд после посещения клиники для неизлечимо больных детей в Бостоне, именно тогда он решил отдать часть своих доходов на благотворительность. Через свой фонд предоставил грант на исследования, профинансировал обучение медиков и инвестировал в развитие медицинских центров в Аргентине, Испании и других странах мира. В дополнение к собственной деятельности по сбору средств, фонд аргентинца получает финансовую поддержку от различных компаний, которые сотрудничают с самим футболистом, в частности от главного спонсора — Adidas. Также Месси инвестирует средства в футбол на своей родине: он поддерживает футбольный клуб «Сармьенто», который базируется в районе Росарио, где родился сам Лионель. Он поддерживает молодёжные команды «Ньюэллс Олд Бойз», «Росарио Сентраль», «Ривер Плейта» и «Боки Хуниорс». 7 июня 2016 года Месси выиграл дело о клевете против газеты La Razón и получил компенсацию в размере 65 тысяч евро, которые он пожертвовал благотворительной организации «Врачи без границ». Весной 2020 года Месси сделал пожертвование в размере одного миллиона евро на борьбу с распространением COVID-19. В дополнение к этому, Месси вместе со своими партнёрами по команде объявил, что во время пандемии откажется от 70 % своей зарплаты. В конце 2020 года аргентинец получил награду Champion for Peace of the Year, вручаемую за приверженность делу мира, решение социальных проблем и служение обществу.

### Проблемы с законом
В 2013 году в отношении Месси было открыто расследование по подозрению в уклонении от уплаты налогов. По версии испанских властей, Лионель скрывал информацию о своих доходах для ухода от уплаты налогов с 2007 по 2009 год. В свою очередь аргентинец заявил, что они с отцом никогда не нарушали закон. В 2013 году Месси заплатил 5 миллионов налоговой службе на покрытие ущерба. Однако летом 2016 года Месси и его отец всё же были признаны виновными в мошенничестве и приговорены к 21 месяцу тюремного заключения условно, в соответствии с испанским законодательством они должны были заплатить 1,7 и 1,4 миллиона евро соответственно в качестве штрафа, чтобы избежать заключения.

### Доходы и популярность
Месси с 2008 года является одним из самых высокооплачиваемых футболистов в мире. В 2015 и 2016 годах Месси занял второе место по доходам среди всех спортсменов по версии журнала Forbes, обойти аргентинца смог лишь Криштиану Роналду. В 2018 году, по версии France Football, Лионель Месси в сумме заработал более 100 миллионов евро. В 2019 году он стал самым высокооплачиваемым спортсменом в мире по версии Forbes. Подписав новый контракт с «Барселоной» в 2017 году, Месси зарабатывает 667 тысяч долларов в неделю, «Барселона» также выплатила ему чуть более 59 миллионов долларов в качестве бонуса за его продление. В 2020 году Месси стал вторым футболистом и вторым спортсменом в командном виде спорта после Криштиану Роналду, который за свою карьеру заработал более одного миллиарда долларов.
Помимо зарплаты и премиальных, весомая часть дохода Месси — от большого количества рекламных контрактов. Английский журнал SportsPro ежегодно называет продукты, в рекламе которых участвует Месси, одними из самых продаваемых в мире. С 2006 года Месси является рекламным лицом немецкой компании Adidas. Со временем он стал одним из главных рекламных лиц этого бренда. С 2008 года Месси играл в бутсах Adidas F50 с персонализированным дизайном, с 2015 года он стал играть в бутсах собственной линейки от Adidas — Adidas Messi. С 2017 года Месси играет в бутсах Adidas Nemeziz. В 2015 году футболка «Барселоны» с фамилией и игровым номером Лионеля Месси стала самой продаваемой среди всех футболистов во всём мире.
Помимо Adidas, Месси сотрудничает с множеством других компаний, в их числе Pepsi, Dolce & Gabbana, Gillette, Turkish Airlines и прочие. Кроме того, Месси изображён на обложке серии видеоигр от Konami — Pro Evolution Soccer, а конкретно — в 2009, 2010, 2011 и 2020 годах. В отрезке между PES 2011 и PES 2020 Лионель стал лицом конкурирующей серии игр FIFA от EA Sports, его изобразили на обложке трёх частей серии: с FIFA 13 до FIFA 16. В 2011, 2012 и 2023 годах Месси вошёл в список 100 самых влиятельных людей мира по версии журнала Time. Аргентинец является одним из самых популярных людей в социальной сети Facebook, в течение семи часов с момента его регистрации в ней в апреле 2011 года на аккаунт Месси подписалось почти семь миллионов человек, а к концу 2020 года на аккаунте насчитывалось более 100 миллионов подписчиков. В Instagram у Месси более 175 миллионов подписчиков, что также делает его одним из самых популярных людей в этой социальной сети.
Аргентинский футболист оставил след и в массовой культуре. Точная копия его левой стопы из золота, весом в 25 килограмм и стоимостью более чем в пять миллионов долларов поступила в продажу в Японии в марте 2013 года. В 2013 году рекламный ролик от компании Turkish Airlines с Месси и Коби Брайантом в главных ролях стал самым просматриваемым рекламным роликом на YouTube в год выпуска, получив 137 миллионов просмотров. Организация World Press Photo выбрала фотографию Месси, смотрящего на Кубок мира ФИФА, лучшей фотографией 2014 года. В том же году был выпущен документальный фильм под названием «Месси», повествующий о жизни Лионеля. В 2015 году в зоопарке города Саранск родилась пума, которую назвали в честь Лионеля Месси, и впоследствии она стала популярной в социальных сетях. В 2017 году был выпущен ещё один фильм под названием «Месси», названный в честь аргентинского футболиста, однако к нему самому он отношения не имеет.
В 2022 году Месси снялся в эпизодической роли в латиноамериканском телесериале «Защитники». В декабре того же года после финала чемпионата мира в Катаре публикация Месси о победе на турнире побила рекорд по количеству лайков в истории Instagram. Ранее этот рекорд принадлежал фотографии яйца со страницы World Record Egg.